# Leica M

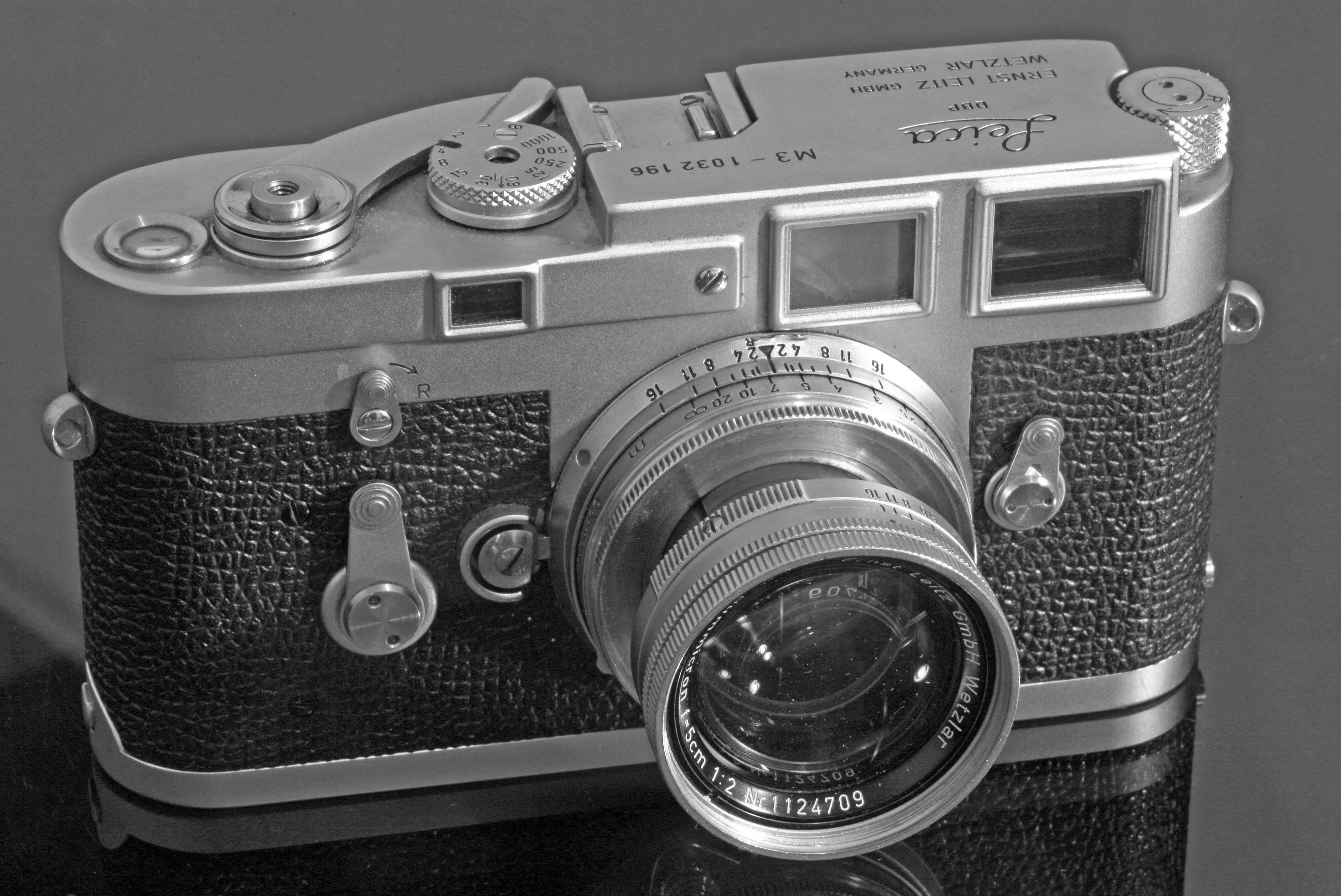
Leica M3, die erste Kamera der Leica-M-Modellreihe

Die Leica M ist eine Fotokamera-Modelllinie der Firma Leitz, heute der Leica Camera AG, für das Kleinbild-Format. Leica-M-Kameras sind Messsucherkameras.
Leica führte das M-System (das „M“ steht dabei für „Messsucher“) 1954 als Nachfolger für die Leica IIIf ein. Die „Ahnenreihe“ der Leica M reicht damit bis zur ersten Kleinbildkamera der Welt (Ur-Leica) zurück. Ihre Bedeutung und ihren Nimbus erhält die Leica M dadurch, dass sie wie schon ihre Vorgänger („Schraubleicas“) von vielen bedeutenden Fotografen besonders in der Reportagefotografie eingesetzt wurde und wird und somit viele berühmte Fotos zur Zeitgeschichte mit einer Kamera dieses Typs oder einem Vorgängermodell aufgenommen wurden.

## Technik

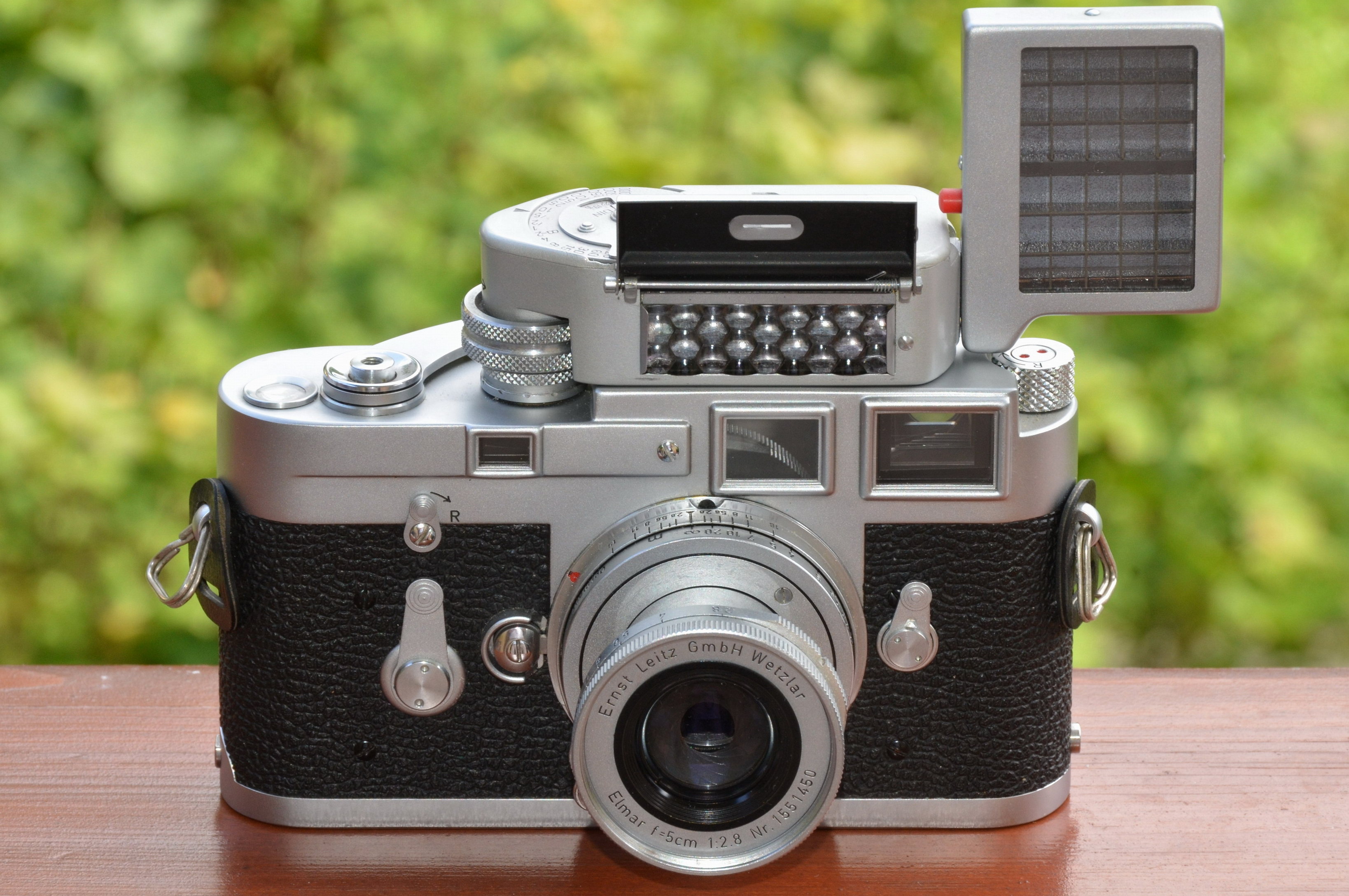
Leica M3 chrom mit Leica-Meter M, Booster und Objektiv Elmar f=5 cm 1:2,8 M39 mit M-Adapter

Während Objektive an den Leicas bis 1954 mit einem M39, Steigung 1/26″ (Zoll-Steigung, keine metrische Steigung)-Schraubgewinde befestigt wurden, erhielten die M-Leicas einen Bajonettanschluss, das M-Bajonett. Schraubobjektive mit M39-Gewinde lassen sich über Adapter auch an eine Leica M anschließen. Die Leica M haben zumeist einen Messsucher mit Leuchtrahmen, bei dem das Entfernungsmesserbild in den Sucher eingespiegelt ist. Sie erhielten einen verbesserten Tuchschlitzverschluss, bei dem der Zeiteinstellknopf beim Verschlussablauf feststeht und mit dem auch das Hemmwerk für die längeren Zeiten gesteuert wird.
Herausragendes Merkmal der Leica-M-Kameras ist ihr Messsucher. Er zeigt das Motiv in einer festen Vergrößerung, die je nach Modell unterschiedlich ausfällt. Die erste Leica M3 bot einen Sucher mit einer 0,92-fachen Vergrößerung. Aktuelle Leica-Modelle sind mit Suchervergrößerungen von 0,58-fach, 0,72-fach und 0,85-fach erhältlich. Zum Scharfstellen auf das Motiv wird das Bild in einem hellen Messfleck in Deckung mit dem Motiv gebracht. Ein eingespiegelter Leuchtrahmen zeigt das Bildfeld des angesetzten Objektivs. Nur bei der Leica M1 und den Leica MD fehlt der Entfernungsmesser.

Sucher mit Leuchtrahmen für 50-mm-Objektiv
Sucher mit Leuchtrahmen für 90-mm-Objektiv
Sucher mit Leuchtrahmen für 135-mm-Objektiv

## Serienmodelle
Mit der Leica IIIf hatte die klassische Schraubleica ihren Zenit überschritten. Während die optische Leistung der Objektive im Vergleich zur Konkurrenz eine zeitgemäße Spitzenstellung einnahm, waren die Kameragehäuse nicht mehr auf dem Stand der Technik. Bereits in den dreißiger Jahren hatte Zeiss Ikon in der Contax II einen überlegenen Messsucher, der Sucher und Entfernungsmesser für die Betrachtung durch ein Okular zusammenfasste. Es hatte bei Leitz bereits Patente und Entwicklungen zu einer Leica IV mit Messsucher gegeben, doch kam die weitere Konstruktion durch den Kriegsausbruch ins Stocken. Auch das Schraubgewinde für den Objektivwechsel wurde vielfach als umständlich empfunden, zumal Zeiss Ikon auch hier bereits mit einer Bajonettlösung aufwarten konnte.
Die M3 war 1954 die erste M-Leica. Sie hatte eine 0,92-fache Suchervergrößerung und konnte Leuchtrahmen für Objektive mit 50, 90 und 135 mm Brennweite einspiegeln. Objektive mit kürzerer Brennweite erforderten entweder einen Suchervorsatz (die sogenannte „Brille“ bei 35-mm-Objektiven) oder einen separaten Aufstecksucher, der in den Zubehörschuh gesteckt wird. Der Verschlusszeiten-Einstellknopf steht fest, daher wurden für alle Leicas ohne eingebauten Belichtungsmesser aufsteckbare, manuelle Belichtungsmesser von Metrawatt geliefert, die über einen Stift am Belichtungsmesser und einer Nut am Zeiteinstellknopf mit dem Verschluss gekoppelt sind.
1958 erschien mit der M2 eine preisgünstigere Leica-M-Version mit geringerer Suchervergrößerung (0,7-fach) und Leuchtrahmen für 35, 50 und 90 mm. Für die Brennweite 135 mm wurde ab 1963 das Objektiv Tele-Elmarit geliefert, das durch einen Suchervorsatz das Sucherbild mit dem Rahmen 90 mm vergrößerte. Die M2 hatte einen geänderten Aufzugmechanismus, der am Boden den Ansatz eines Schnellschalthebels Leicavit ermöglichte (wie zuvor schon serienmäßig bei der Leica MP).
Schon mit der M3 hatte Leica die Stückzahl von 1 Million Kameras erreicht.
Die Leicaflex erhielt zu der Zeit bei Leitz höchste Priorität, daher stockte die Entwicklung der späteren Leica M5. Als Zwischenlösung erschien die Leica M4 mit eingespiegelten Sucherrahmen von 35 bis 135 mm, die die Vorzüge der Leica M3 und M2 vereinte.
1971 kam nach über zehnjähriger, wechselvoller Entwicklungsgeschichte die M5 auf den Markt. Der M5 war kein großer Erfolg beschieden, obwohl sie die weltweit erste Messsucherkamera mit Belichtungsmessung durch das Objektiv war (TTL-Messung). Eine CdS-Zelle war auf einem Schwenkarm vor dem Verschlussvorhang angebracht, der erst mit Drücken des Auslösers in den Kameraboden versenkt wurde. Zwar war auch sie ein technischer Fortschritt gegenüber ihren Vorgängermodellen, aber insbesondere die leicht vergrößerten Ausmaße machten sie in Fotografen- und Sammlerkreisen nicht sehr beliebt. Erst die M4-2 von 1977 mit ihrer kostengünstigen Produktion in Kanada konnte wieder mit Gewinn produziert werden. Qualitativ lag sie erkennbar hinter der Leica M4 und M5, unübersehbar waren die Vereinfachungen mit Blendungen im Sucher bzw. Entfernungsmesser, die für kommenden Jahrzehnte das Leica-Sucherbild trübten.
Die 1984 erschienene Leica M6 wies nach der M5 als zweite M-Leica eine Belichtungsmessung durch das Objektiv auf. Über Leuchtdioden wurden Über- oder Unterbelichtungsfehler signalisiert. Mit der M7 erschien 2002 erstmals eine M-Leica mit Zeitautomatik. Nur wenig später erschien mit der MP Leicas Zugeständnis an die Tradition, indem weniger Wert auf Modernität durch elektronische Bauteile gelegt wurde, aber dafür mehr Wert auf Fertigungsqualität und Mechanik. Die MP entspricht äußerlich und im Innern etwa einer M2 mit Belichtungsmessung.
Neben den genannten Modellen gab und gibt es häufig Sondermodelle, und zwar einerseits in veränderter technischer Ausführung (beispielsweise die MD für spezielle technische Anwendungen), andererseits gibt es von fast allen Modellen eine große Anzahl von Sammlermodellen mit speziellen Gravuren, Prägungen oder Oberflächengestaltungen (vergoldet, mit Titangehäusen, Jubiläumsmodelle etc.).
Historische M-Modelle gehören zu den Klassikern unter den Fotoapparaten und erzielen unter Sammlern beachtliche Preise. So erzielte beispielsweise die einmillionste Leica, eine Leica M3 chrom, in einer im November 2013 von WestLicht in Wien veranstalteten Online-Auktion den Preis von 840.000 Euro.
Aktuelle Modelle sind die analoge M7, die 2022 neu aufgelegte M6 und vollmechanische MP sowie die digitale M11.

### Kameramodelle für die analoge Fotografie
In der Analogfotografie werden mittels optischem System die Fotos auf einem fotografischen Film erfasst. Fotos können nach der Entwicklung des Films entweder über einen Projektor (Diapositiv-Film) auf eine Leinwand projiziert und betrachtet werden. Oder der Film (Negativ-Film) wird auf Fotopapier abgelichtet; es entsteht so eine Kopie des Fotos (Positiv) auf einem speziellen Papier, wodurch das Foto in unterschiedlichen Größen vervielfältigt und betrachtet werden kann.

#### Leica M3 (1954 bis 1966)
1954 führte Leitz mit der M3 ein ganz neues Modell ein, das fast nichts mehr mit den bisherigen Leicas gemeinsam hatte. Angefangen beim Messsucher, der das Bild nahezu in Lebensgröße abbildete (0,91×), über den Bajonettanschluss bis hin zu wahlweise einspiegelbaren Leuchtrahmen für 50, 90 und 135 mm zeichnete sich die Leica vor allem durch einen völlig neu gestalteten Verschluss aus. Zwar laufen nach wie vor zwei Verschlusstücher horizontal über die Filmebene, doch wurden erstmals alle Verschlusszeiten von 1 s bis 1/1000 s auf einem Rad an der Oberseite zusammengefasst. Auch war der Verschluss deutlich leiser als jener der Schraubleicas. Mit kleineren Modifikationen wurden von der Leica M3 bis 1966 in etwa 227.000 Exemplare gefertigt, von denen der weitaus größte Teil verchromt geliefert wurde, während nur etwa 3000 Stück schwarz und 144 Stück olivfarben lackiert waren.

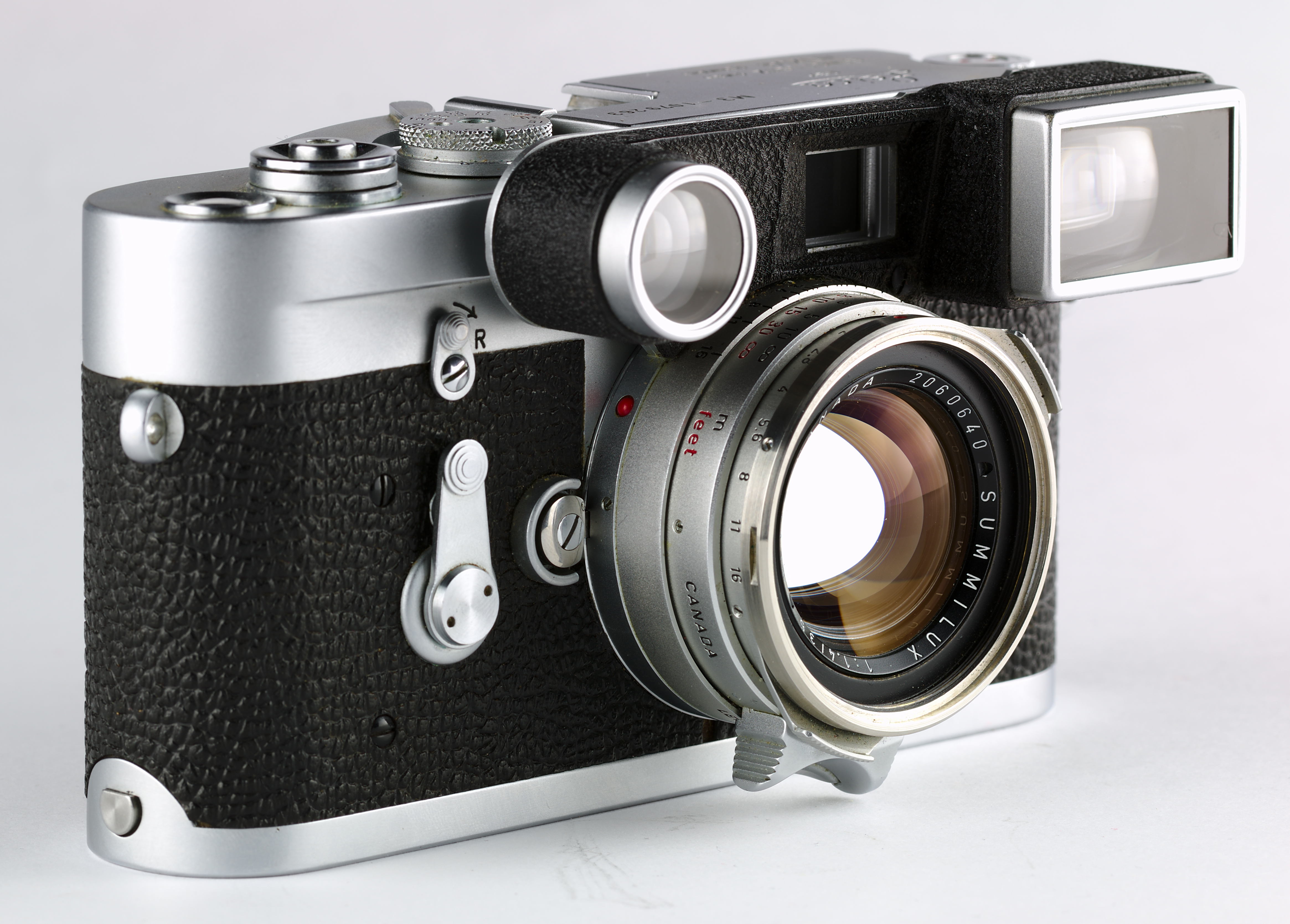
Leica M3 mit Suchervorsatz („Brille“) für 35-mm-Objektive
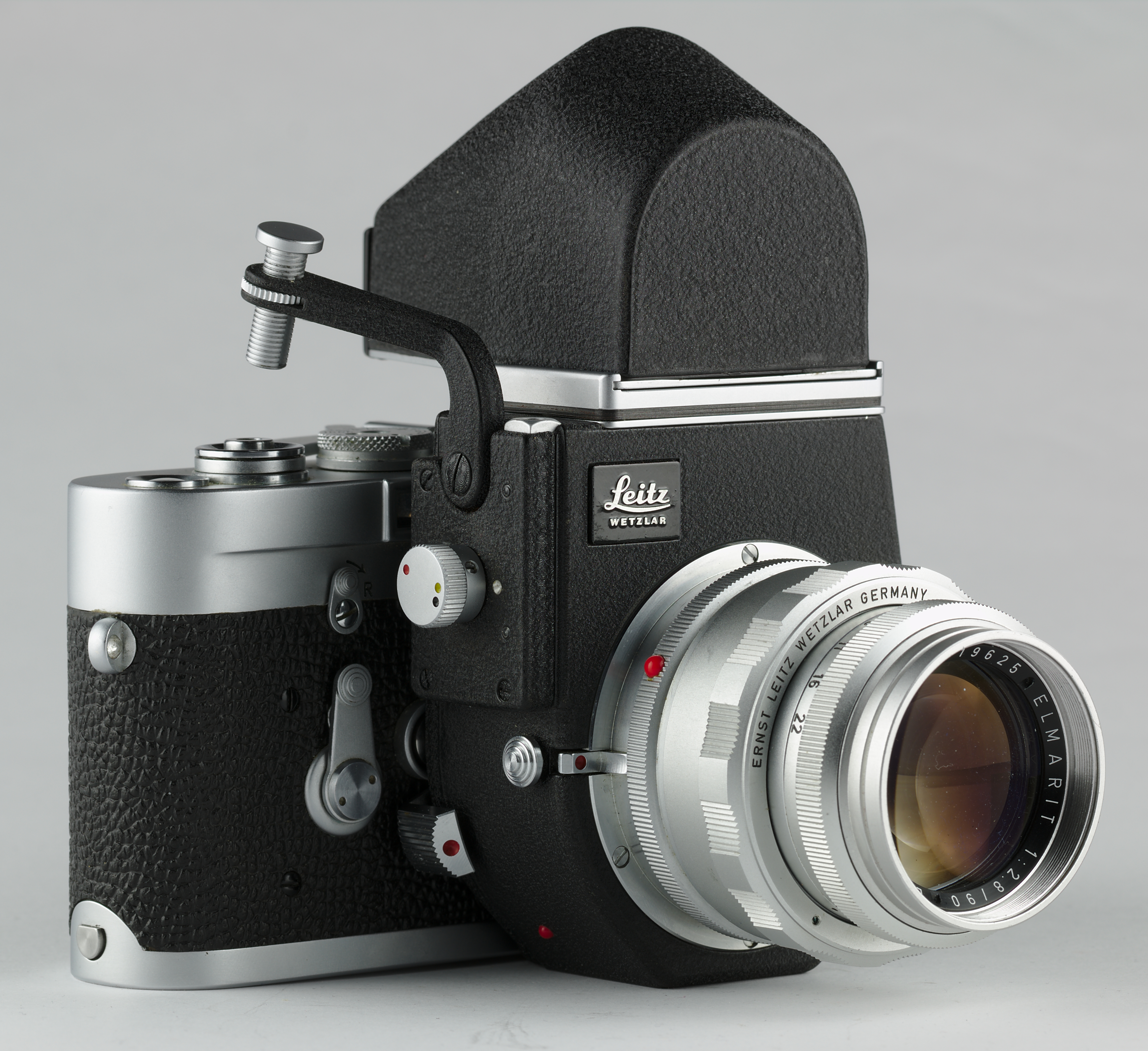
Leica M3 mit angesetztem Visoflex III und 90 mm f2.8 Objektiv
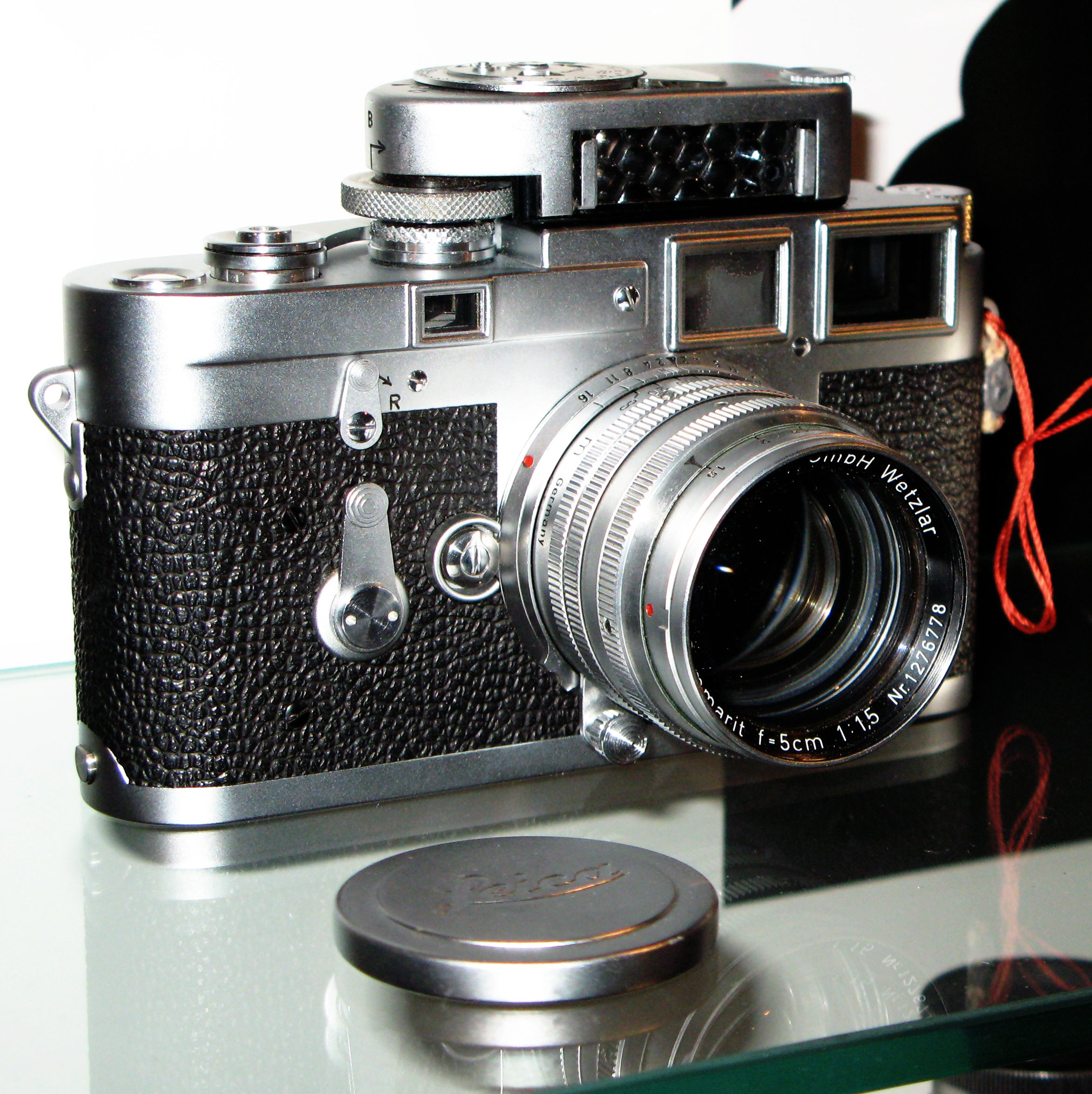
Leica M3 mit Belichtungsmesser

#### Leica M2 (1958 bis 1967)
Als preiswertes Einsteigermodell zur M3 wurde 1958 die Leica M2 vorgestellt. Sie unterscheidet sich äußerlich jedoch nur in Einzelheiten von der M3, wie etwa in einem manuellen Zählwerk oder einer leicht geänderten Deckkappe. Technisch unterscheidet sie sich hauptsächlich durch eine völlig neue Messsucherkonstruktion und die geringere Suchervergrößerung von 0,72 gegenüber 0,91 bei der M3. Dadurch wurde es möglich, einen Leuchtrahmen für 35-mm-Objektive einzuspiegeln, die an der M3 nur mit unhandlichen Suchervorsätzen zu verwenden sind. Dafür wurde der Rahmen für 135-mm-Objektive entfernt, der jedoch ohnehin nur selten benutzt wurde. Auch die M2 wurde überwiegend in verchromter Ausführung bestellt, während insgesamt nur etwa 1900 schwarz lackierte Exemplare bekannt sind. Insgesamt wurden etwas über 85.000 Kameras hergestellt.

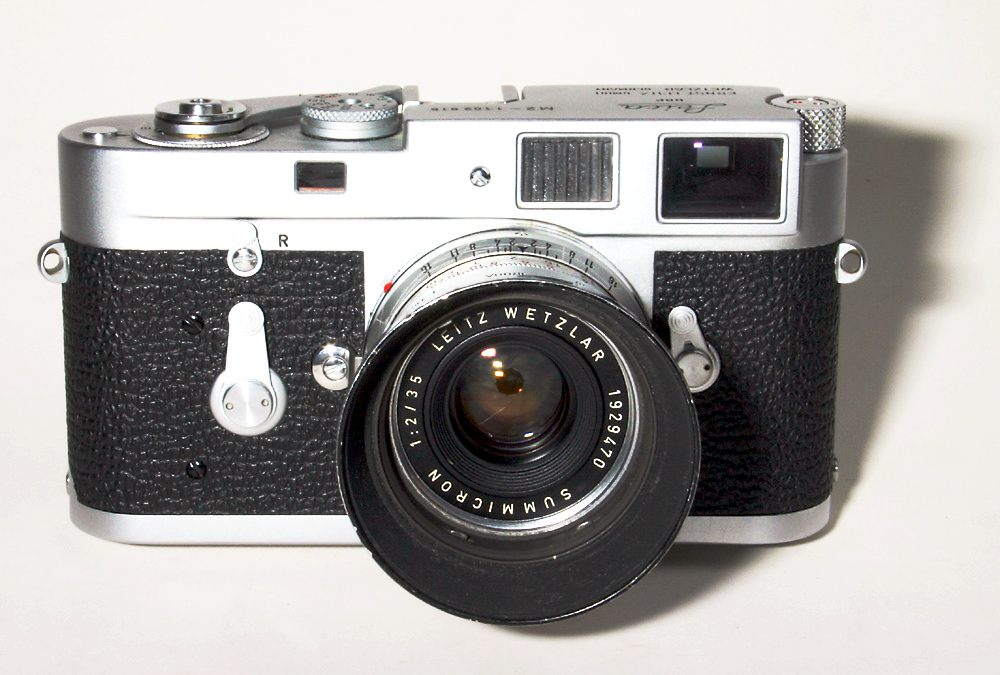
Leica M2, etwa 1959/1960
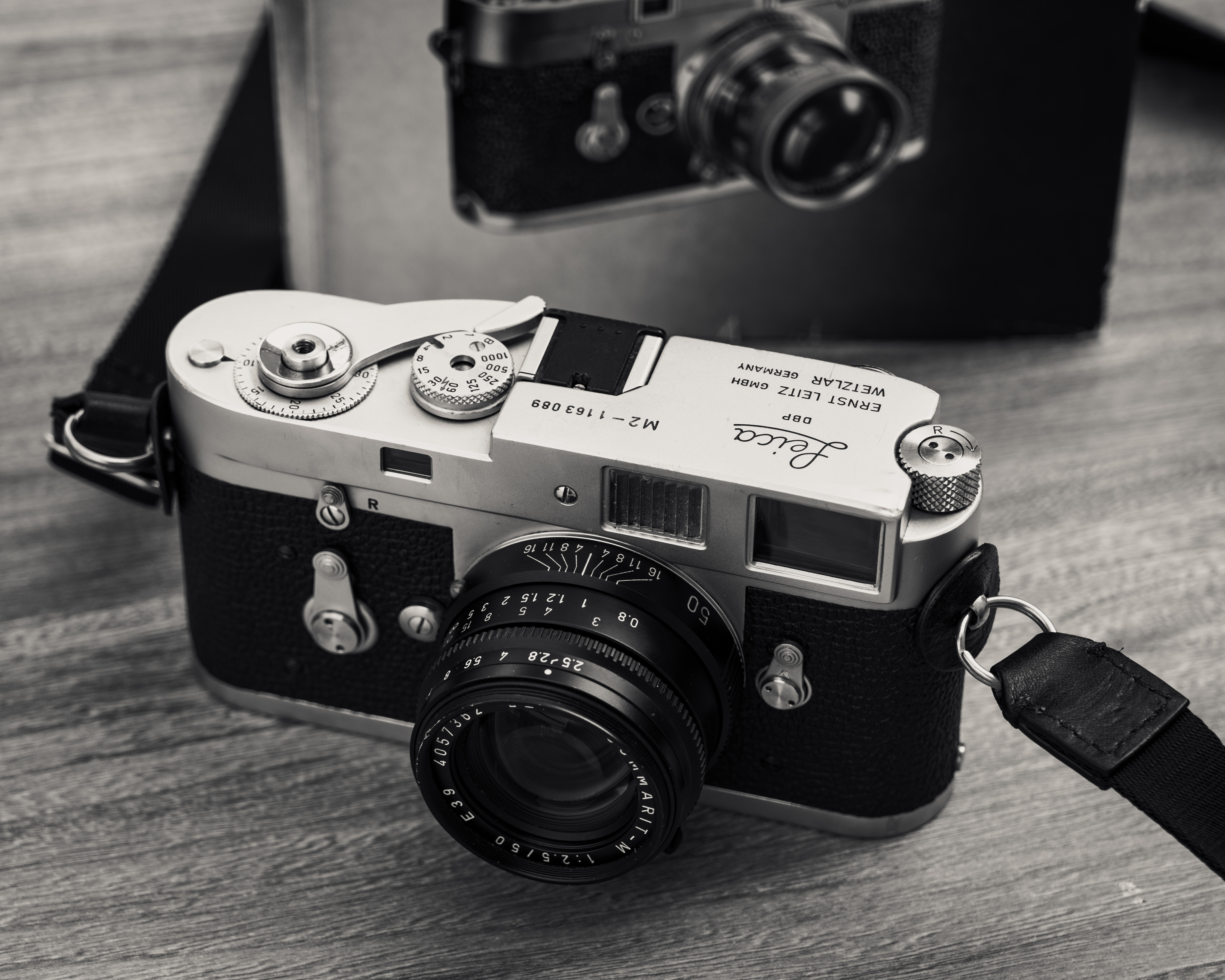
Leica M2, von 1966

#### Leica M1 (1959 bis 1964)
Anders als der Name vermuten lässt, war die M1 nicht das erste Modell der Serie, sondern eine vereinfachte Version der M2. Sie hatte keinen Entfernungsmesser und kein Vorlaufwerk. Der Sucher spiegelte nur die Rahmen für 35- und 50-mm-Objektive ein. Sie war als Einsteigerkamera „für die Dame“ vorgesehen und konnte in den Leitz-Werken zur M2 „aufgerüstet“ werden. Der Sucher hatte einen Parallaxenausgleich, der über einen einfachen Anschluss ohne Rädchen gesteuert wurde. Leitz bot sie seinerzeit als Alternative zu den Wechselmagazinen der Zeiss Contarex als Komplettkamera für die Verwendung an einem Visoflex an. Zudem wurde sie für spezielle Anwendungen im wissenschaftlichen und technischen Bereich empfohlen, z. B. zum Ansatz an den Mikroskop-Ansatz Mikas, am Aristophot, für Aufnahmen am Kolposkop und Endoskop und für Reproduktionsgeräte (beispielsweise am Reprovit IIa). Insgesamt wurden etwa 9600 Kameras gefertigt, die bis auf eine Serie von 208 Stück für die Deutsche Bundeswehr allesamt verchromt waren. Eine Sonderausführung ist bekannt, bei der das Gehäuse der Leica M3 in NATO-oliv für eine entsprechend vereinfachte Bundeswehrausführung mit der Bezeichnung M1 verwendet wurde.

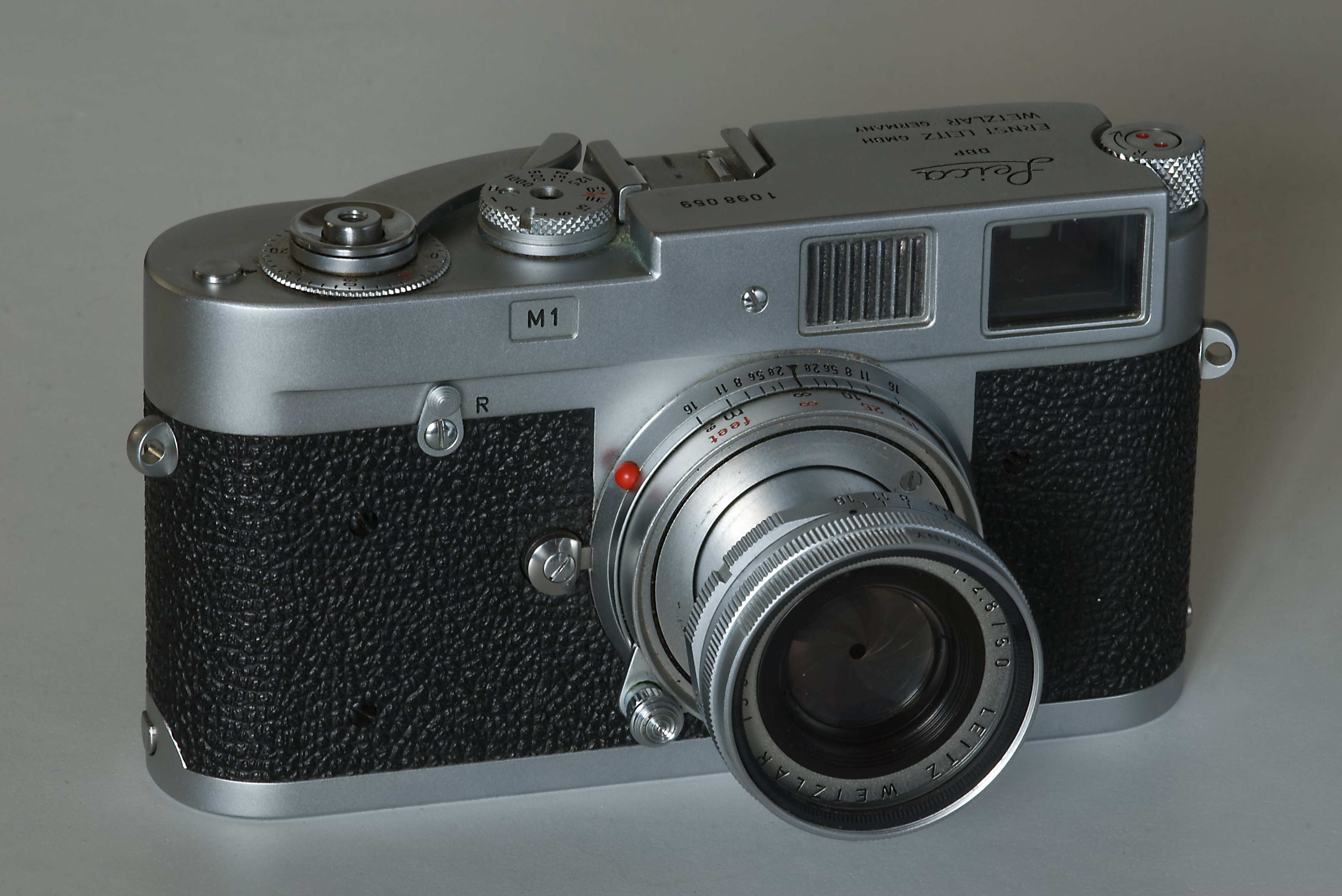
Leica M1

#### Leica MD (1964 bis 1966)
Die Leica M1 wurde von der Leica MD abgelöst, bei der auf Sucher und Entfernungsmesser gänzlich verzichtet wurde. Ansonsten ist die MD mit der M1 völlig identisch. Insgesamt wurden 3500 Exemplare gebaut.

#### Leica M4 (1967 bis 1975)
Auf Basis der Leica M2 wurde 1967 die Leica M4 mit Leuchtrahmen für vier Brennweiten eingeführt. Der 4. Leuchtrahmen ist für 135 mm Brennweiten, der gemeinsam mit dem Leuchtrahmen für 35 mm Brennweiten eingeblendet wird. Erstmals wurde der Rückspulknopf durch eine schräg angebrachte Kurbel ersetzt und ein neuartiges Schnellladesystem eingesetzt, das den Filmwechsel auch unter erschwerten Bedingungen ermöglichen sollte. Ferner wurde die Form des Schnellschalthebels geändert. Insgesamt wurden knapp 60.000 Kameras hergestellt, von denen immerhin etwa 9000 Stück schwarz lackiert und später auch schwarz verchromt wurden. Die restliche Auflage wurde hell verchromt ausgeliefert.

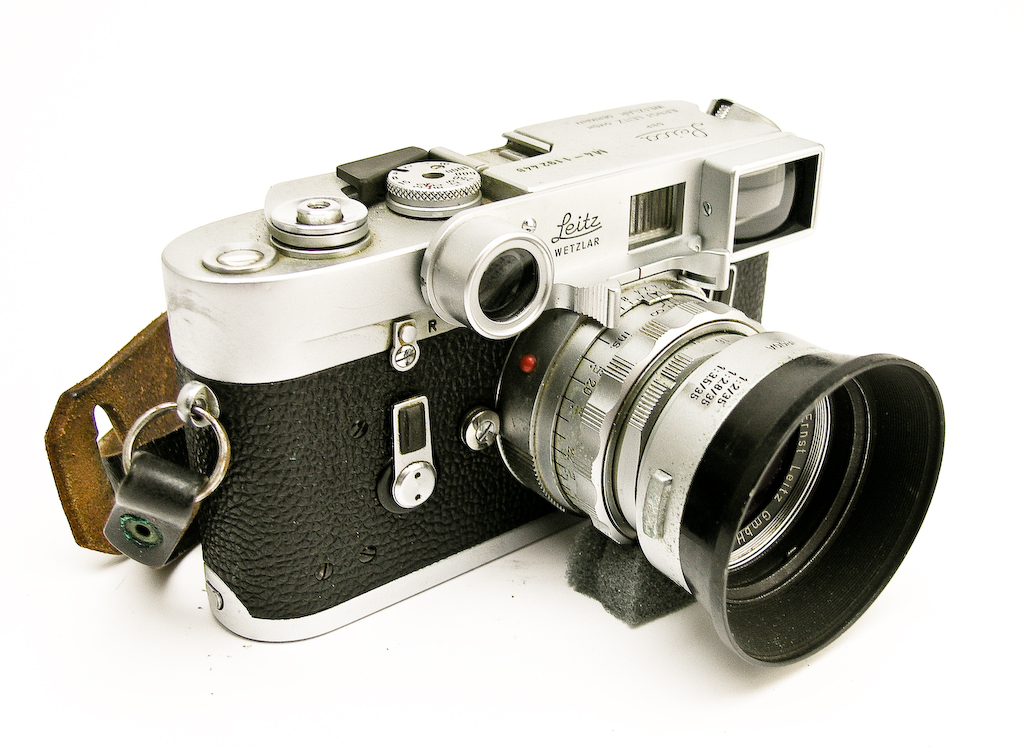
Leica M4 mit 50-mm-Objektiv und Sucherbrille für den Nahbereich

#### Leica MDa (1966 bis 1976)
Die MDa ist das direkte Nachfolgemodell der Leica MD auf Basis der Leica M4 (obwohl sie ein Jahr früher in Produktion ging). Sie hatte die Rückspulkurbel und das Schnellladesystem der M4. Ansonsten bestehen keine Unterschiede zur MD. Von der Leica MDa wurden in zehn Produktionsjahren insgesamt rund 15.000 Stück mit hell verchromtem Gehäuse gebaut.

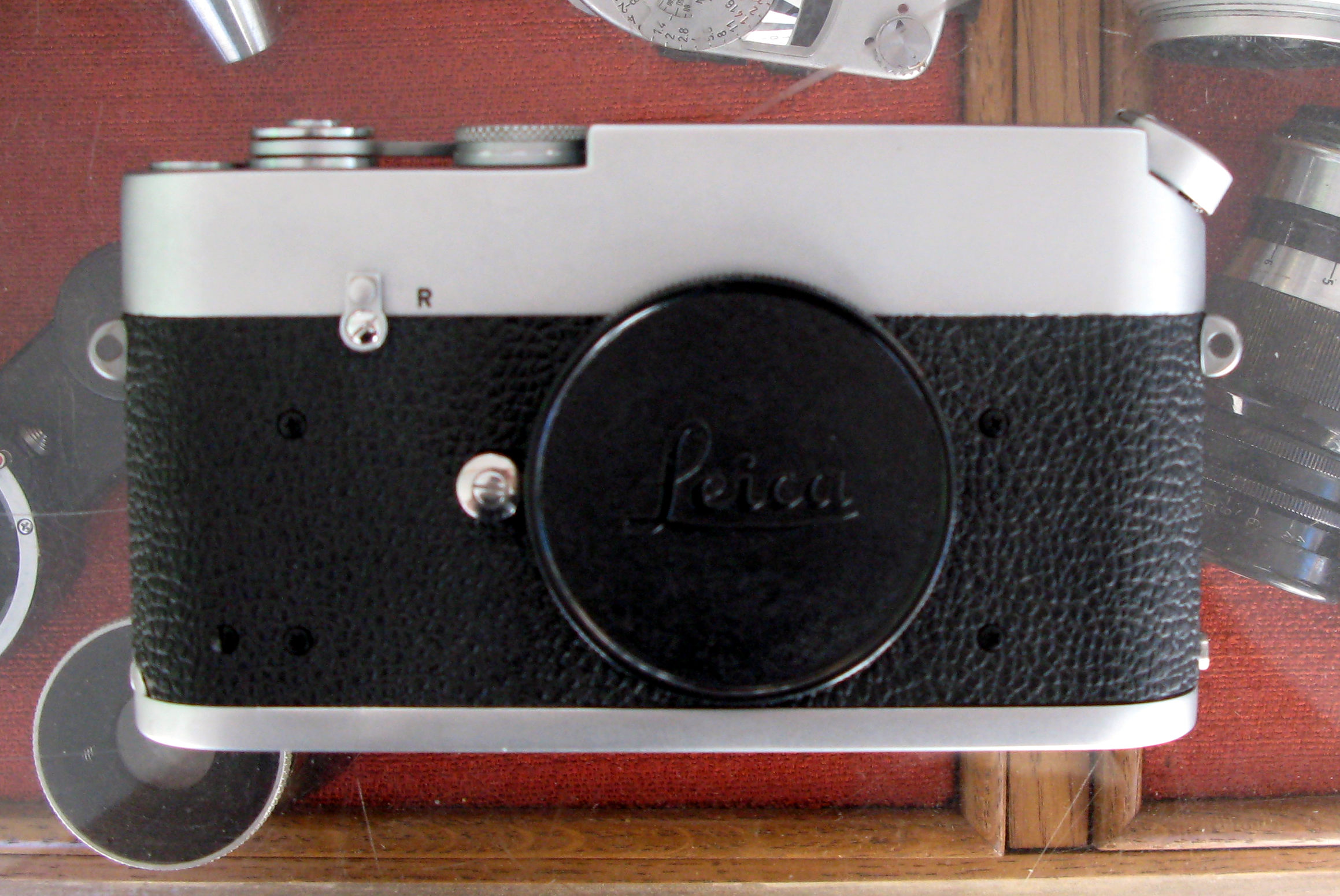
Leica MDa

#### Leica M5 (1971 bis 1975)
Die Leica M5 wurde seit etwa 1960 von Leitz entwickelt. Von Anfang an wählte man eine klare Linienführung in robuster Bauweise. Die ursprünglich mit Außenmessung konzipierte Kamera war bereits etwa 1963 durchkonstruiert, doch die ursprünglich vorgesehene Außenmessung für die Belichtung war nicht mehr zeitgemäß. Deshalb wurde die Einführung zurückgestellt – nur der für diese Maße passende Visoflex III kam 1963 zur photokina auf den Markt. Für die Leica M5 wurde anschließend eine Messmethode mit einer Messzelle an einem schwenkbaren Hebel für eine Belichtungsmessung vor der Filmebene ermöglicht. Der Sucher und der Verschlussmechanismus entsprachen weitgehend der Leica M4.
Anders als die späteren M-Leicas hatte sie einen eingebauten CdS-Belichtungsmesser, der mit sinnfällig im Sucher erkennbarer Messnadel und Nachführzeiger arbeitete. Bei den Einstellungen waren Über- und Unterbelichtungen in ihrer Abweichung zu sehen, und die richtige Belichtungszeit konnte schnell und sicher gefunden werden. Zusätzlich wurde die eingestellte Belichtungszeit angezeigt. Die Leica M5 hatte als einzige Leica M eine Zeiteinstellscheibe, die etwas über das Gehäuse hinausragte und somit problemlos eine Zeiteinstellung unter direkter Sicht des Belichtungsmessers einschließlich der Zeiten ermöglichte. Die M5 hatte als erste Leica M den Mittenkontakt (Blitzlichtkontakt X) in der Sucherklemme. Außerdem hatte sie noch getrennte Normkontakte für Lampen- und Elektronenblitzgeräte. Die Kamera ermöglichte daher die automatische Blitzsynchronisation für Lampenblitzgeräte bis 1/500 s, für Elektronenblitzgeräte bis 1/50 s.
Insgesamt wurden etwa 35.000 Kameras gefertigt, davon 11.000 hell und 24.000 schwarz verchromt.

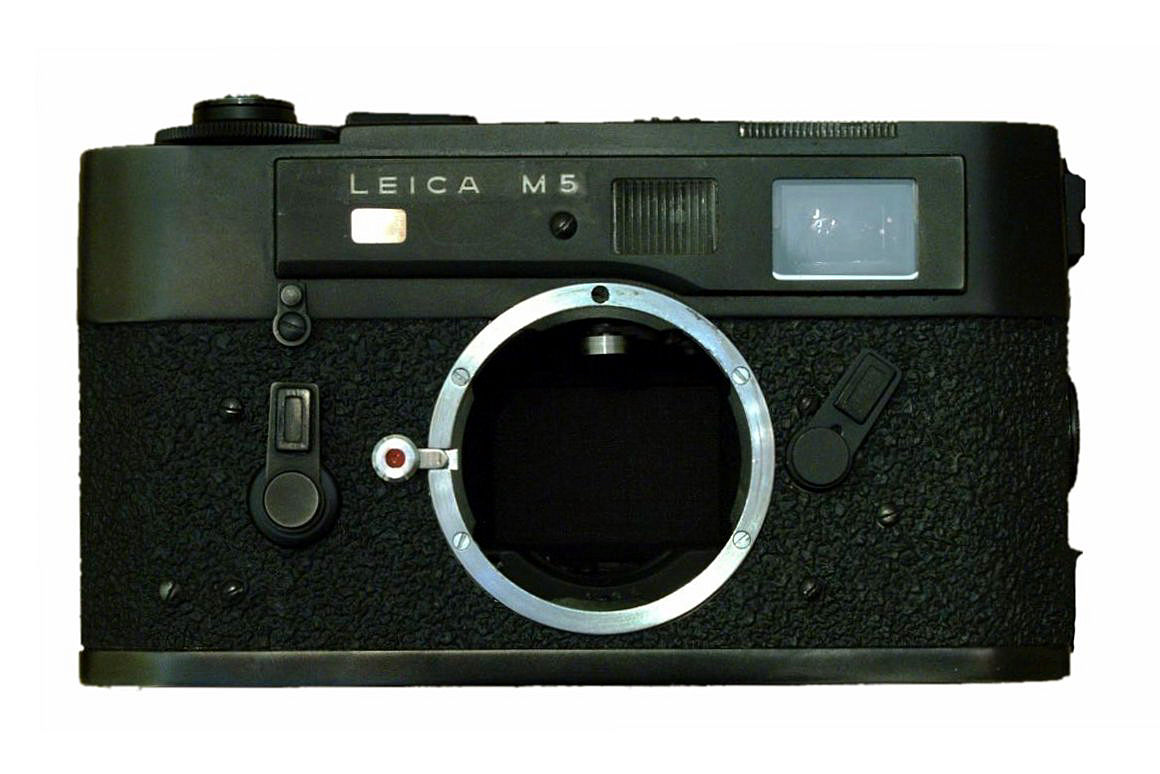
Leica M5 schwarz (frühes Modell mit zwei Riemenösen links)

#### Leica CL (1973 bis 1976)
Die Leica CL wurde 1973 vorgestellt, sie war im Trend der Zeit als eine „Compact-Leica“ (= CL) gedacht, die bewusst vom M-System abgegrenzt wurde, obwohl sie ebenfalls das M-Bajonett besitzt und die meisten M-Objektive verwendet werden können. Es wurde konsequent das Prinzip verfolgt: Preisdifferenzierung durch Produktdifferenzierung. Diese Marketingstrategie gelang nicht, sie hat in stärkerem Maße als erwartet der Leica M5 Käufer entzogen. Aus Kostengründen wurde die CL für Leitz von Minolta in Japan hergestellt. Sie wurde in Japan auch als „Leitz-Minolta CL“ verkauft. Von der Leica CL (ohne Minolta-Lizenznachbauten) gibt es 65.000 ausschließlich schwarz verchromte Exemplare, von der Minolta-Version rund weitere 20.000. Trotz der hohen Verkaufszahlen (mehr als doppelt so viele, wie M-Modelle im gleichen Zeitraum verkauft wurden) sprach Leica von einem finanziellen Misserfolg, wahrscheinlich aus zwei Gründen: Einerseits waren die Gewinnmargen wegen der Lohnfertigung durch Minolta zu gering, andererseits ließ die preiswerte CL die Verkaufszahlen der M-Modelle einbrechen, weswegen die Produktion nach nur drei Jahren eingestellt wurde. Nach Produktionsende der Leica CL wurde von Minolta eine weiterentwickelte Kamera unter der Bezeichnung Minolta CLE, ebenfalls mit M-Bajonett, vertrieben.
Das Gehäuse ist eine eigenständige Konstruktion mit vertikalem Verschlussablauf. Die automatische Blitzsynchronisation erfolgte über den Mittenkontakt der Zubehörklemme, die kürzeste Zeit dafür war 1/60 s. Der neue Messsucher hatte eine deutlich kleinere Messbasis als die der aktuellen M-Modelle, seine Genauigkeit lag jedoch durch die „Schnittkante“ über der der Schraubleicas. Der Sucher spiegelte selbsttätig die Bildfeldbegrenzung für 28-, 40- und 90-mm-Objektive ein. Ein automatischer Parallaxenausgleich war gegeben. Die recht dünne Außenhülle war aus Blech und relativ leicht einzudrücken, bei einem Stoß entstand eine kleine Beule. Allerdings litt darunter nicht die Justierung des Bajonetts zur Filmebene, da diese von hinten durch den soliden Kamerakern erfolgte. Für die CL wurden drei spezielle Objektive eingeführt, die auf den neuen Messsucher hin optimiert waren: das Elmarit-C 2,8 28 mm, das Summicron-C 1:2/40 mm und das Elmar-C 1:4/90 mm. Das Elmarit-C wurde nach nur sehr kurzer Bauzeit und etwa 400 Exemplaren laut Erwin Puts eingestellt. Es gelangte nie offiziell in den Verkauf, sondern fand über Mitarbeiter seinen Weg nach draußen. Puts merkt an, dass der wahrscheinlichste Grund für die Einstellung die mangelnde Leistung gewesen sei.
Die selektive Belichtungsmessung durch das Objektiv erfolgte wie bei der M5 mit einer an einem Arm eingeschwenkten CdS-Zelle. Diese Zelle schwenkte vor dem Auslösen aus dem Bildfeld und wurde mit dem Aufzug des Filmes wieder eingeschwenkt. Die Konstruktion war einfacher ausgeführt als bei der Leica M5, hatte keine Vorrichtung zur besonderen Berücksichtigung der Messung mit unterschiedlichen Brennweiten, wurde beim Absetzen des Objektivs nicht zurückgeschwenkt. Die Entfernungsmesserkupplung entsprach nicht im Detail der M-Konstruktion. Die Verwendung von CL-Objektiven an einer M wurde eingeschränkt und von Leitz für diesen Fall als ungenau bezeichnet. Die Filtergewinde der CL-Objektive hatten zwar auch einen Durchmesser von E39, aber eine Steigung von 0,75 statt 0,5. Es sollten Serie-5,5-Filter verwendet werden.

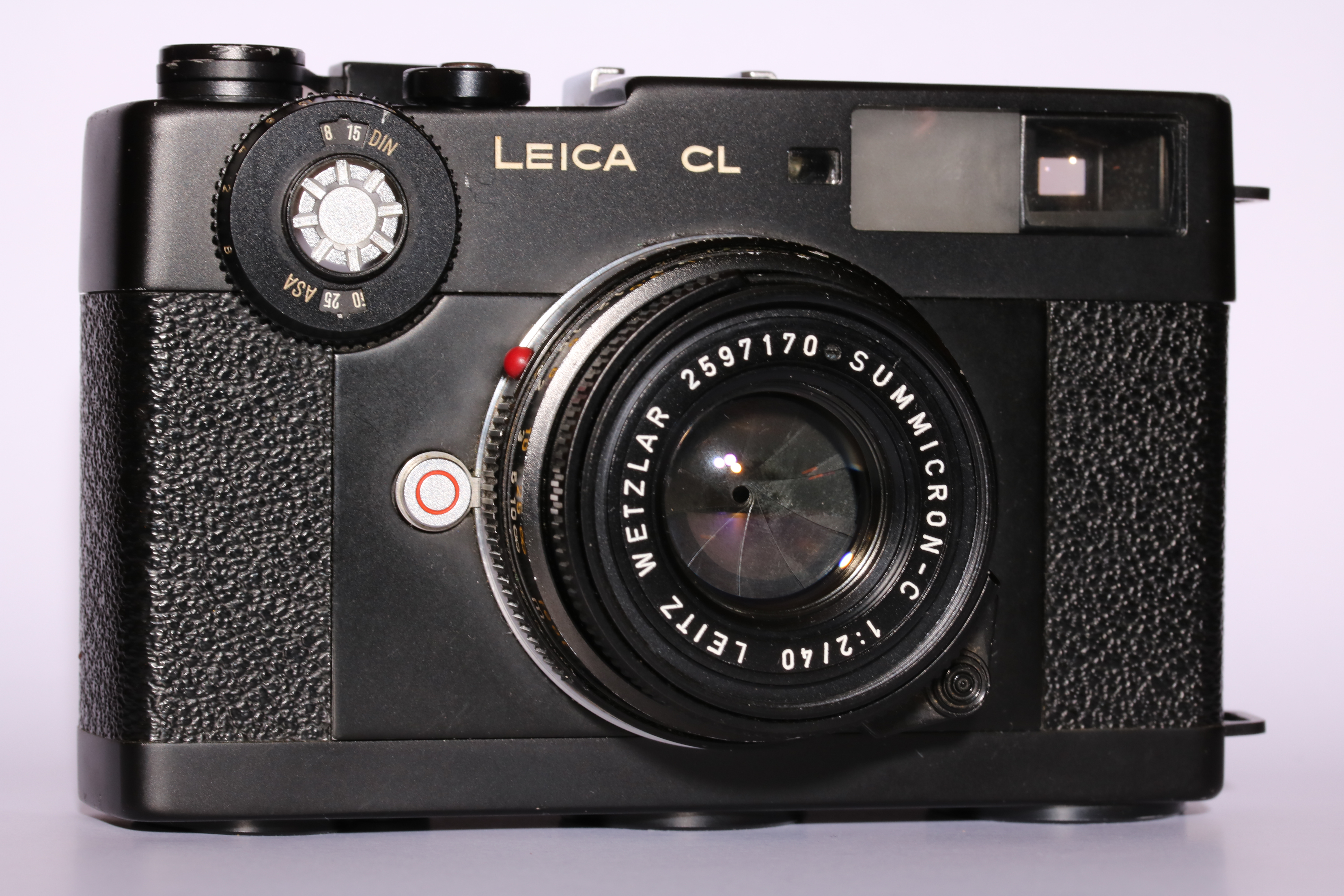
Leica CL

#### Leica M4-2 (1977 bis 1980)
Nach dem Misserfolg mit der Leica M5 wurde die Leica-M-Fertigung 1975 gänzlich eingestellt. Wegen der nach wie vor bestehenden Nachfrage nach Leica-M-Kameras wurde 1978 auf Initiative von Walter Kluck, Leiter der kanadischen Leitz-Niederlassung in Midland, die M4-2 als vereinfachte Ausführung der M4 eingeführt. Auch in der Produktion wurden neue Wege gegangen, indem die stark auf Manufaktur orientierten Produktionsgänge stärker rationalisiert wurden. Im Vergleich zur M4 fehlt der Selbstauslöser, und einige Details am Gehäuse wurden vereinfacht. Dafür war die M4-2 standardmäßig mit einem Mittenkontakt im Blitzschuh und einer Vorbereitung für Motoreinsatz ausgestattet. Die Leica M4-2 wurde fast ausnahmslos in Kanada gefertigt, wo in nur zwei Produktionsjahren immerhin über 17.000 Kameras ausgeliefert werden konnten, von denen 16.000 schwarz verchromt und etwa 1000 Exemplare vergoldet waren. Es sind auch einige wenige Kameras mit heller Verchromung aufgetaucht.

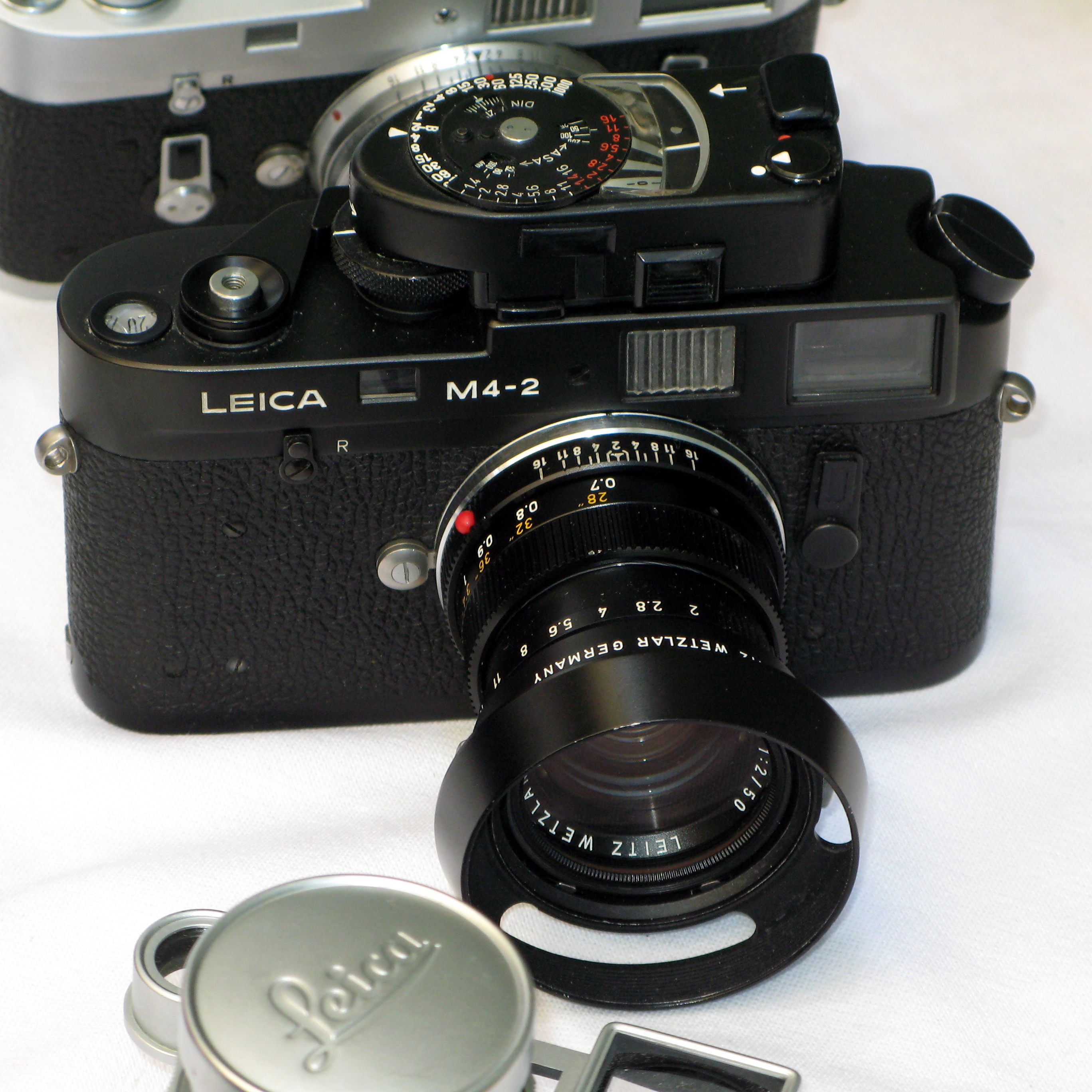
Leica M4-2

#### Leica MD-2 (1980 bis 1987)
Mit der MD-2 stellte Leitz die letzte M-Kamera für technische Arbeiten vor. Basierend auf einem M4-2-Gehäuse, entspricht ihr Funktionsumfang weitgehend dem der früheren MDa bis auf den serienmäßigen Mittenkontakt im Zubehörschuh. Insgesamt wurden etwa 2600 ausschließlich schwarz verchromte Kameras gebaut.

#### Leica M4-P (1980 bis 1987)
Aufbauend auf dem relativen Erfolg der Leica M4-2, wurde 1981 die Nachfolgerin M4-P präsentiert. Sie unterscheidet sich hauptsächlich durch zwei zusätzliche Leuchtrahmen für 28-mm- und 75-mm-Objektive. Die Kamera war sowohl in heller als auch in schwarzer Verchromung erhältlich. Die Gesamtproduktion beläuft sich auf insgesamt etwa 22.400 Stück, von denen etwa 18.000 schwarz und etwa 4400 hell verchromt wurden.

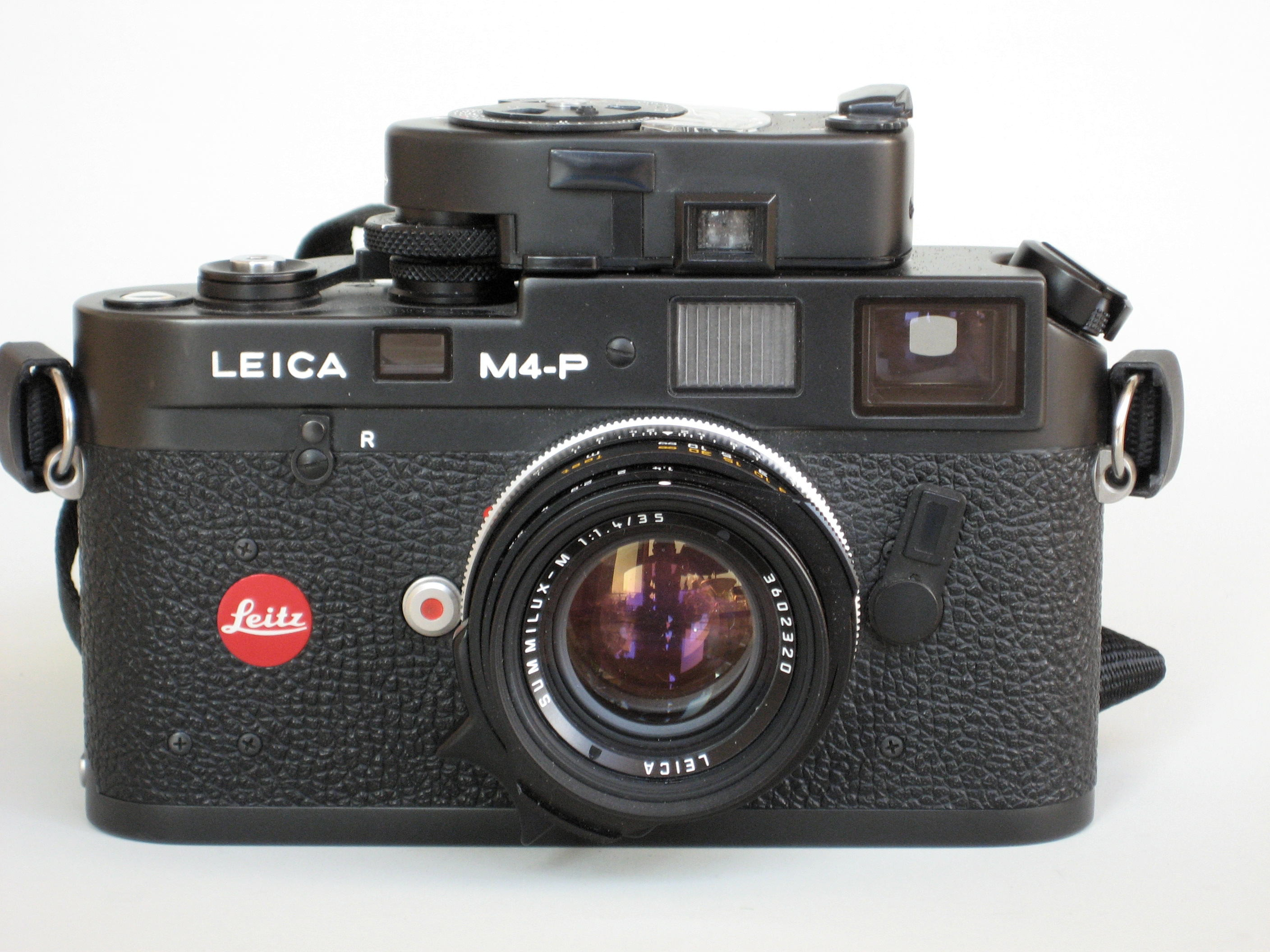
Leica M4-P, 1983

#### Leica M6 (1984 bis 2002; ab 2022)
Ende der 1970er Jahre entschloss man sich bei Leitz, aufgrund der stetig sinkenden Verkaufszahlen der Leica M4-P, eine M-Nachfolgekamera auf den Weg zu bringen. Das Konzept dieser neuen M-Kamera basierte auf der Plattform der damaligen Leica R4 und wurde deshalb bei Leitz in Wetzlar als „M6-Elektronik“ entwickelt. Da diese Kamera, wie auch die M4-P, bei Ernst-Leitz-Canada gefertigt werden sollte, wurde das Projekt auch von der kanadischen Regierung gefördert. Das Entwicklungsteam in Wetzlar wurde sogar temporär durch Konstrukteure von Ernst-Leitz-Canada verstärkt.
Ende 1982 konnte der erste voll funktionsfähige Prototyp der M6-Elektronik zur Prüfung an die Qualitätssicherung übergeben werden. Aufgrund von nicht lösbaren Lichtdichtigkeitsproblemen des R4-Verschlusses musste das Projekt jedoch letztendlich eingestellt werden.
Anfang 1983 wurde vom damaligen Geschäftsführer der Leitz-Fotosparte, Dr. Werner Simon, entschieden, die heutige Leica M6 auf Basis der M4-P zu entwickeln und auch in Deutschland zu fertigen. Nach nicht einmal zwei Jahren Entwicklungszeit konnte die Leica M6 mit großem Erfolg auf der Photokina 1984 vorgestellt werden.
Mit der Leica M6 gelang es Leitz auch erstmals, eine TTL-Belichtungsmessung (d. h. Messung durch das Objektiv) in das Gehäuse der M-Kamera zu integrieren, ohne dass das äußere Design (wie bei der Leica M5) verändert werden musste. Die Belichtungsmessung bei der M6 erfolgt durch das vom Objektiv einfallende Licht, welches durch einen weißen Punkt des ersten Verschlussvorhanges auf eine Messzelle reflektiert wird. Der Belichtungsabgleich erfolgt durch die manuelle Einstellung von Verschlusszeit und Blende in Verbindung mit dem auf der Rückwand eingestellten ISO-Wert. Der Abgleich wird im Sucher durch zwei Leuchtdioden (Lichtwaage) angezeigt, welche bei der richtigen Zeit-/Blendenkombination gleichhell aufleuchten.
Die M6 hat, bis auf die Sucheranzeigen, den gleichen Messsucher wie die M4-P, mit einer Sucher-Vergrößerung von 0,72 und Bildfeldrahmen für sechs Brennweiten; die jeweils paarweise für 28 und 90 mm, 35 und 135 mm sowie 50 und 75 mm eingespiegelt werden.
Bis 1988 wurden etwas über 30.000 Stück im Leitz-Werk in Wetzlar hergestellt, ab 1988 wurde die M6 in Solms gefertigt. Ab 1986 war neben der schwarz verchromten auch die hellverchromte Ausführung verfügbar. Neben den beiden Standardausführungen gab es auch zahlreiche Sondermodelle, z. B. mit edlen Oberflächen in Gold, Platin und Titan sowie exklusiven Gravuren. Die genauen Produktionszahlen sind nicht bekannt; nach Herstellerangaben wurden von der M6 fast 175.000 Stück gebaut.
Seit November 2022 wird die M6 als Neuauflage wieder bei Leica in Wetzlar produziert. Die „neue“ M6 gleicht im Wesentlichen ihren Vorgängern, besitzt aber alle der im Laufe der Zeit eingeflossenen technischen Verbesserungen der Vorgängermodelle, wie z. B. auch die streulichtunempfindliche Messsucheroptik. Beim Belichtungsabgleich wird neuerdings die korrekte Belichtung durch einen zusätzlichen roten Punkt zwischen den Lichtwaagen-LEDs im Sucher angezeigt. Zudem wurde eine Batteriewarnanzeige installiert. Deckkappe, Bodendeckel und Rückwand sind jetzt aus massivem Messing gefräst. Die neue M6 ist derzeit nur in schwarz lackierter Ausführung erhältlich.

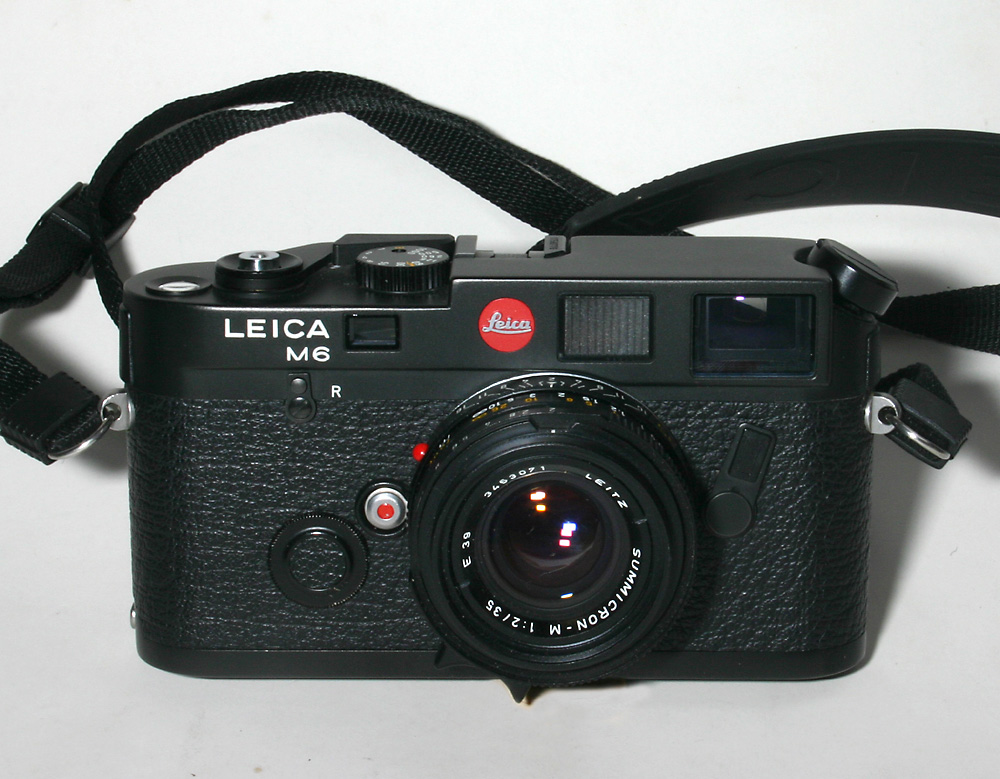
Leica M6
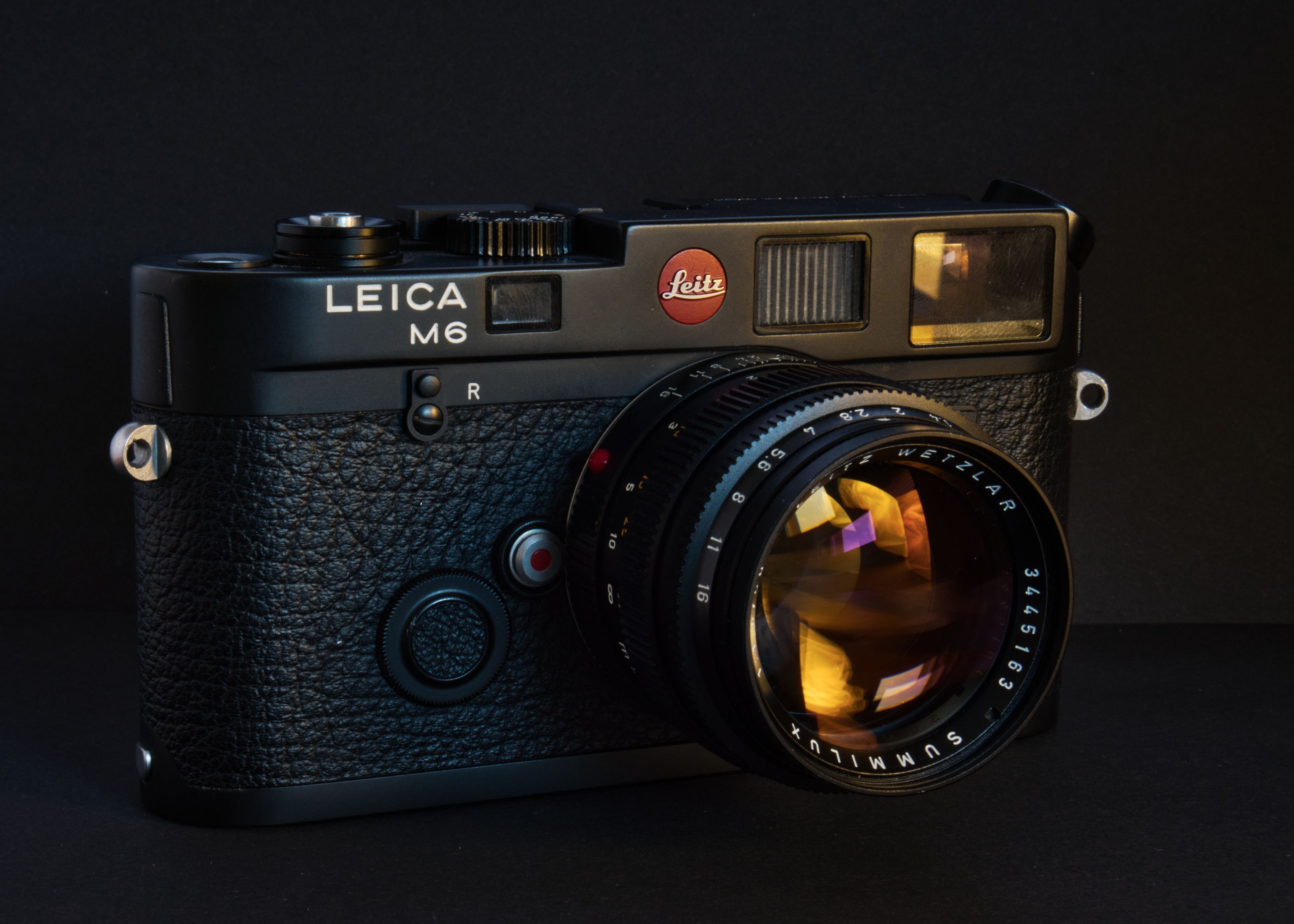
Leica M6 mit Summilux-M 50 mm

#### Leica M6 TTL (1998 bis 2002)
Im Jahre 1998 wurde eine veränderte M6 unter dem Namen M6 TTL vorgestellt. Hauptmerkmal der neuen Kamera war die TTL-Blitzbelichtungsmessung sowie die Wahl zwischen drei Suchervergrößerungen (0,58; 0,72; 0,85). Außerdem kehrte man zu einem größeren Zeitenrad zurück, das dem der M5 ähnlich war. Schätzungsweise 40.000 Leica M6 TTL wurden gebaut.

#### Leica M7 (2001 bis 2018)
Als Nachfolgerin der Leica M6 TTL verfügt die M7 neben dem gewohnten manuellen Belichtungsabgleich jetzt auch über eine stufenlos arbeitende Zeitautomatik. Nach Vorwahl der Objektivblende ermittelt die Elektronik ganz automatisch die für eine richtige Belichtung ideale Verschlusszeit; auch für Langzeitbelichtungen von bis zu 32 Sekunden. Dazu wurde der Tuch-Schlitzverschluss der Leica M für die Leica M7 komplett überarbeitet und mit einer elektronischen Steuerung der Belichtungszeiten ausgestattet. Zwei mechanisch gesteuerte Belichtungszeiten von 1/60 s und 1/125 ermöglichen der LEICA M7 auch Einsatzbereitschaft bei Ausfall der Batterien. Die Automatik-Verschlusszeit wird per LED-Anzeige im unteren Teil des Messsuchers angezeigt, für den manuellen Betrieb der M7 wurde die bewährte Lichtwaage beibehalten. Neu bei der LEICA M7 ist der separate ON / OFF-Schalter, der beim Einschalten die Kameraelektronik startet und in der OFF-Stellung den Auslöser mechanisch blockiert. Neben der von der LEICA M6 TTL bekannten Blitzbelichtungsmessung erhielt die M7 die HSS (High-Speed-Synchronisation) mit einer Belichtungszeit von bis zu 1/1000 s. Mit einem speziell ausgerüstetem Metz-Blitzgerät kann die LEICA M7 auch auf den zweiten Verschlussrollo blitzen. Die LEICA M7 verfügt neben der manuellen auch über eine automatische Einstellung der Filmempfindlichkeit, bei welcher die Lichtempfindlichkeit über die DX-Kodierung auf der Filmpatrone eingelesen wird. Die M7 wurde mit den Sucher-Vergrößerungen 0.72 und 0.58, jeweils in hell- und schwarz verchromter Ausführung gefertigt.

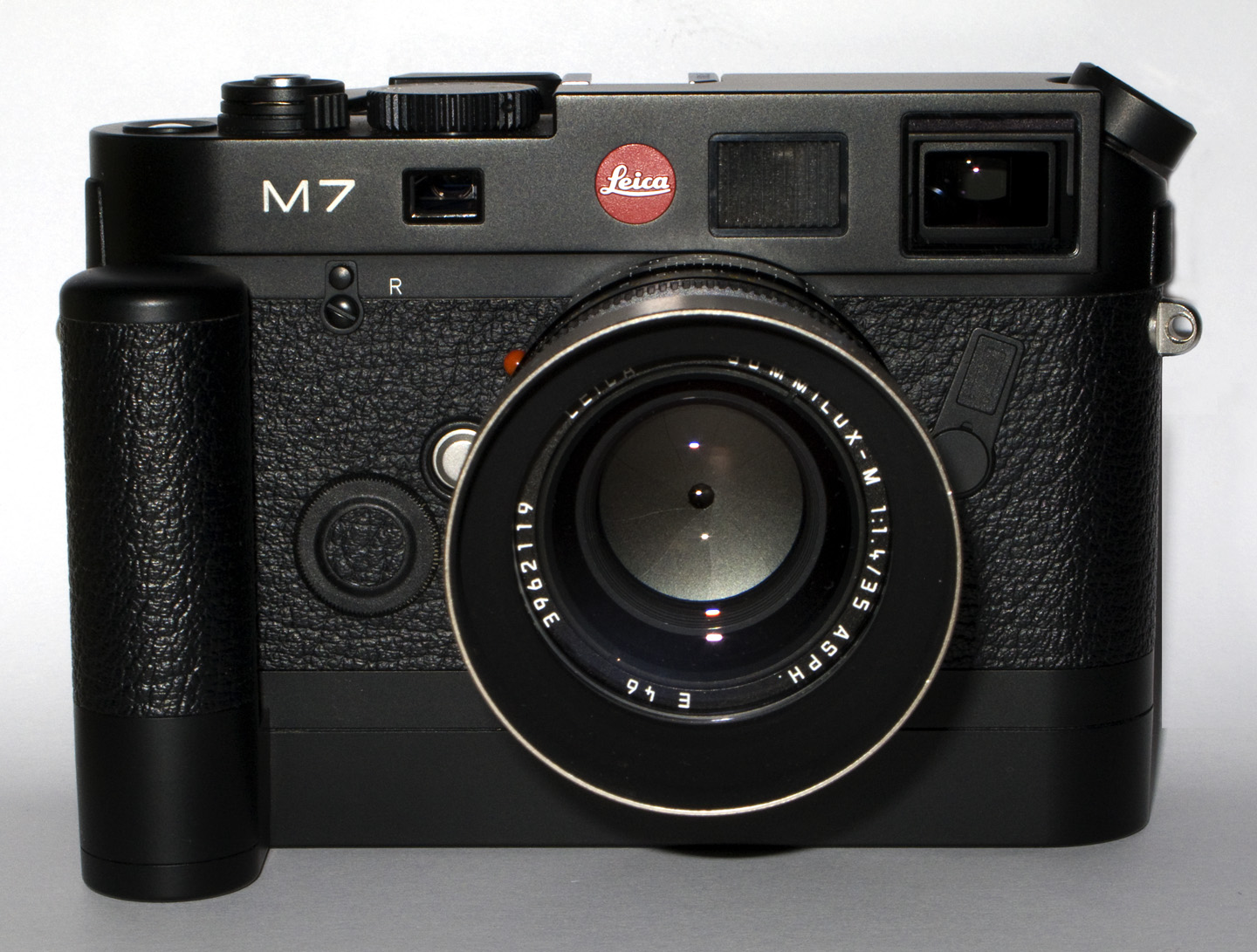
Leica M7, MotorDrive M, Summilux 1,4/35 mm ASPH

#### Leica MP (2003 bis heute)
Als rein mechanische Alternative zur Leica M7 wurde 2003 die Leica MP vorgestellt. Abgesehen vom Belichtungsmesser ist die MP batterieunabhängig, und der Verschlussaufzug läuft mechanisch ab. Die Deckkappe konnte durch die entfallene „TTL-Blitzbelichtungssteuerung“ gegenüber der M6 TTL und M7 um 2,5 mm niedriger ausfallen, womit sie wieder die klassische Bauhöhe aller vorhergehenden M-Modelle besitzt. Äußerlich „glänzt“ die MP mit der Wiedereinführung der berühmten Schwarzlackierung, eine Reminiszenz an die goldene Zeit der Messsucherkameras der 1950er und 1960er Jahre. Die bekannte Silber-Verchromung ist jedoch weiterhin erhältlich. Die Belederung „sharkskin“ ist ebenfalls eine „Verbeugung“ vor der längst vergangenen Zeit der berühmten Schraubleicas. Die Bedienelemente wurden auf ein absolutes Minimum beschränkt, der einteilige Filmtransporthebel, das kleine Zeitenrad sowie der stoßresistente Rückspulknopf sind sämtlich in Metall ausgeführt.
Im Inneren wurden alle Einzelteile einer gründlichen Revision unterzogen und auf eventuelle Verbesserungen hin überprüft. Wichtigste Neuerung ist der stark verbesserte MP-Sucher, welcher seit Einführung 2003 auch in der M7 Verwendung fand. Unter anderem besitzt dieser nun wieder die von vielen Anwendern lange Zeit vermisste Streulicht-Unempfindlichkeit, d. h. bei seitlichem Gegenlicht findet nun keine Überstrahlung mehr statt.

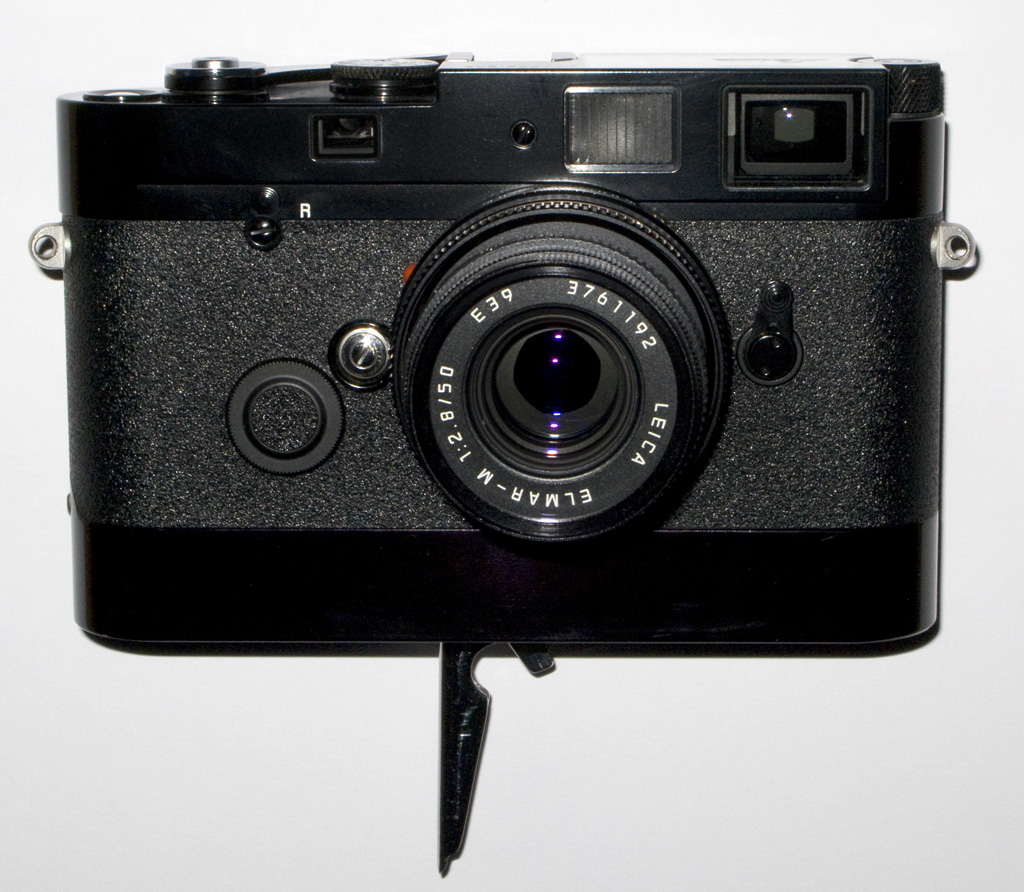
Leica MP, Schnellaufzug Leicavit M, Elmar 2,8/50 mm

#### Leica M-A (2014 bis heute)
Die Leica M-A basiert auf der Leica MP und wurde ursprünglich als auf 101 Exemplare limitiertes Sondermodell im März 2014 vorgestellt. Die Kamera verfügt über keinen internen Belichtungsmesser und benötigt deshalb keine Batterien. Der Verschluss wird wie bei der Leica MP mechanisch gesteuert.

### Kameramodelle für die digitale Fotografie

#### Leica M8 (2006 bis 2009)
Im September 2006, zwei Jahre nach der Epson R-D1, stellte Leica seine erste M-Serien Kamera mit CCD-Sensor vor. Die M8 hat das klassische Design, ist mit einem 10,3 Megapixel CCD-Sensor ausgestattet, der für Digitalkameras die relativ große Fläche von 18 mm × 27 mm (analoges Kleinbildformat: 24 mm × 36 mm) hat. Daraus resultiert ein Formatfaktor von 1,33. Da bei einer Messsucherkamera der Film bzw. CCD-Sensor wesentlich näher am Objektiv sitzt, ergeben sich Vignettierungen im Randbereich. Dies wird von Leica durch die spezielle Ausrichtung der Mikrolinsen auf dem eigens entwickelten CCD-Sensor ausgeglichen; diese haben einen kleinen Versatz, der sich in regelmäßigen Schritten zum Rand hin erhöht. Zusätzlich kann die Vignettierungen mittels Software herausgerechnet werden. Die dafür nötigen Parameter des verwendeten Objektivs werden mittels einer optischen 6-bit-Codierung auf dem Ansatzflansch des Objektivbajonetts an die Kamera übertragen. Die Kamera verfügt über einen integrierten motorischen Verschlussaufzug, die Möglichkeit von Serienaufnahmen und eine dynamische Speicherung der erzeugten Bilddaten auf einer SD- bzw. SDHC-Speicherkarte, so dass kontinuierlicher Aufnahmen gemacht werden können. Bei der Einführung der Kamera kam es anfangs zu Problemen mit Balkenbildung im hohen Empfindlichkeitsbereich und bei ungünstigen Gegenlichtbedingungen. Davon betroffen waren einige hundert Kameras, die vor dem offiziellen Start der Serienproduktion ausgeliefert wurden. Das Modell M8 verblieb auch nach Vorstellung der M8.2 weiterhin im Programm des M-Systems.

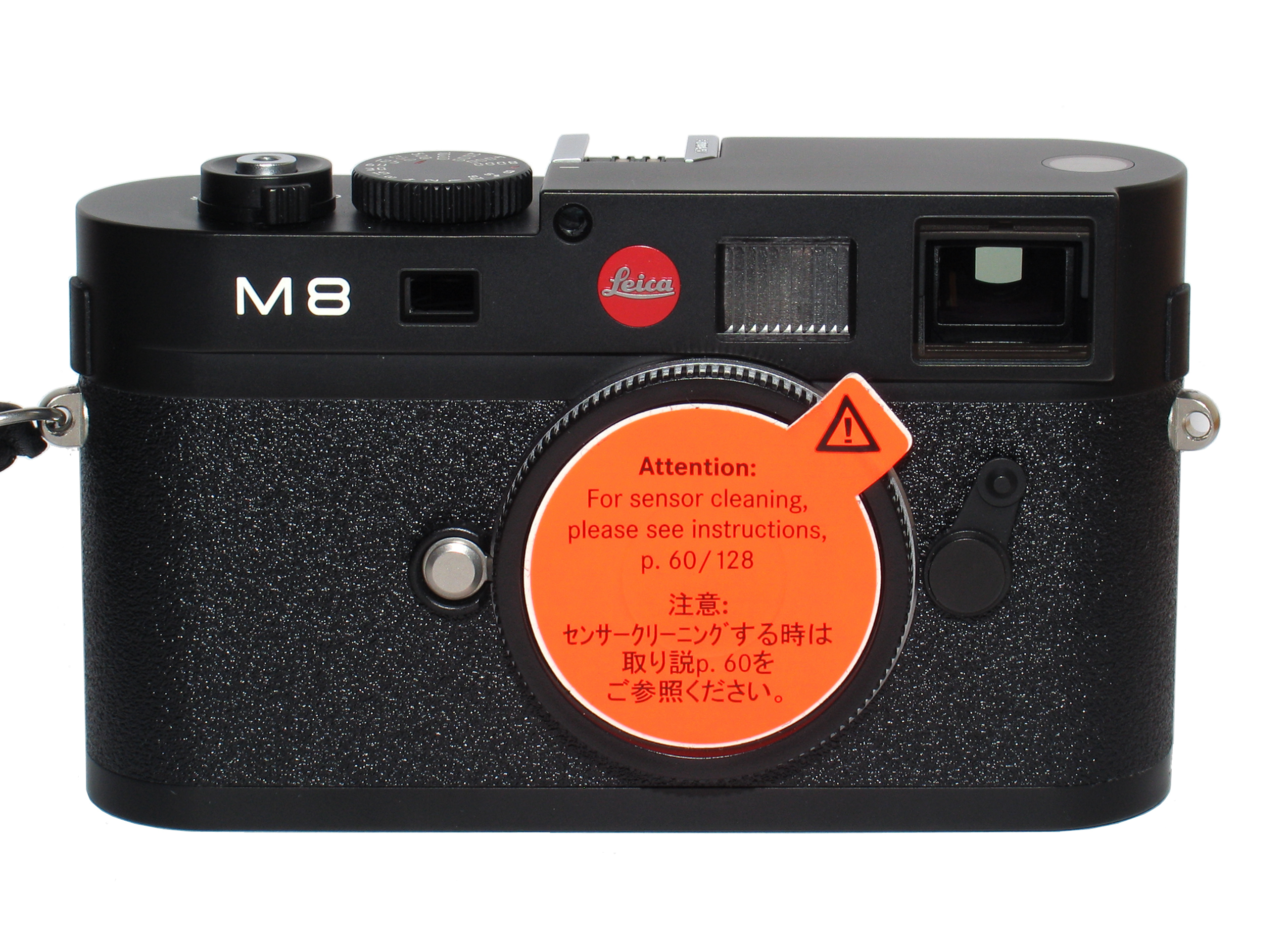
Leica M8 – die erste digitale M
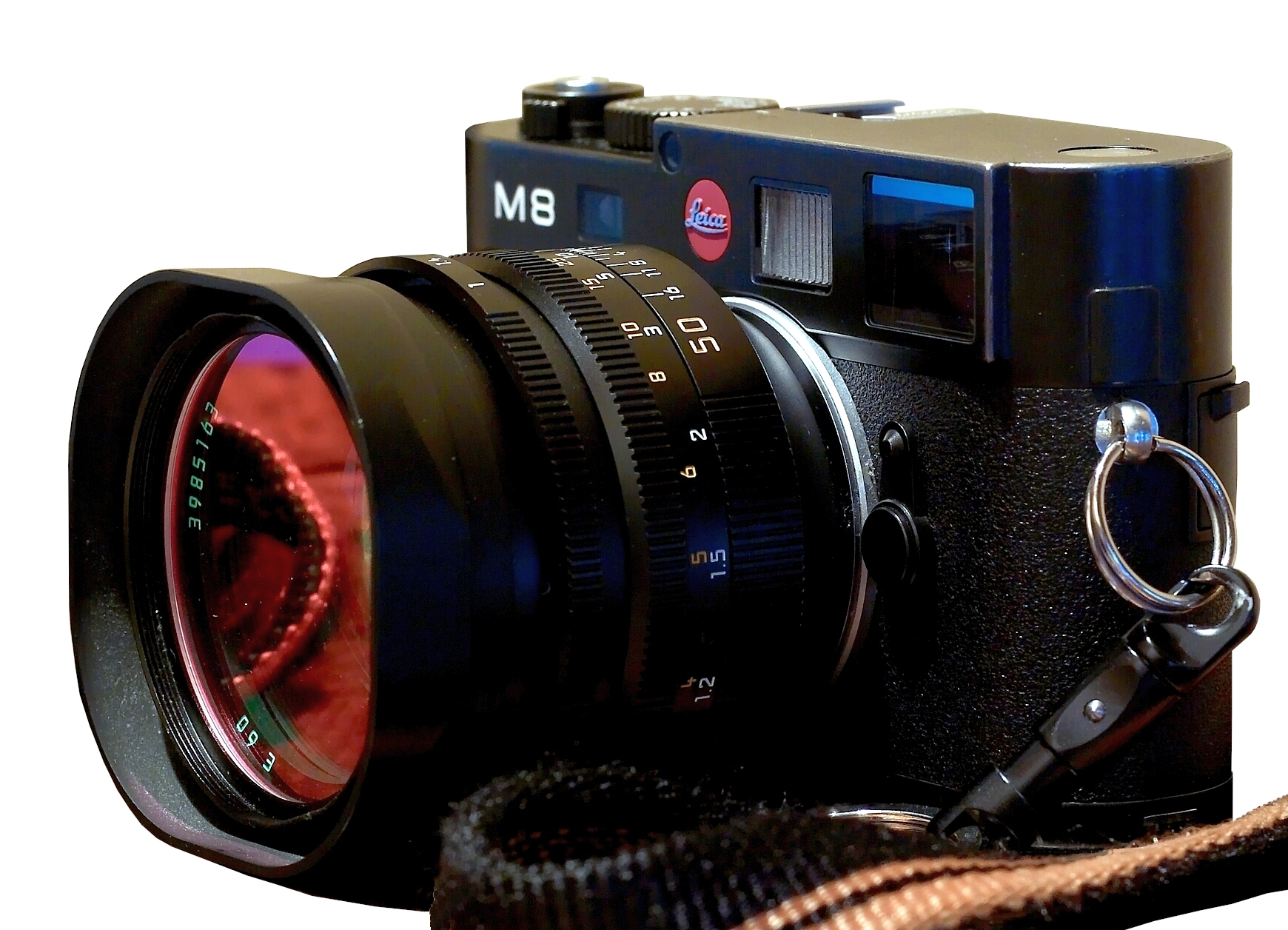
Leica M8 mit sehr lichtstarkem 1:1,0 Noctilux-Objektiv

#### Leica M8.2 (2008 bis 2009)
Zur photokina 2008 wurde die Leica M8.2 als überarbeitete Version der weiterhin erhältlichen M8 zur Seite gestellt. Sie besitzt nun einen von vielen Anwendern ersehnten leiseren Verschlussaufzug, welcher zusätzlich per Menuwahl verzögert werden kann. Wenn der Auslöser gedrückt gehalten wird, wird lediglich ausgelöst, der motorische Antrieb zieht den Verschluss jedoch nicht erneut auf. Dies geschieht erst nach Loslassen des Auslöseknopfes. Hierbei musste zwar auf die schnellste Verschlusszeit von 1/8000 s zugunsten einer 1/4000 s verzichtet werden, aber das Auslösegeräusch kommt nach der Überarbeitung dem Tuchschlitzverschluss der analogen M-Modelle wesentlich näher.
Eine weitere Überarbeitung betrifft die Leuchtrahmen, welche den Wünschen der Fotografen angepasst wurden. Die Rahmen zeigen nun bei etwa 2,00 m Entfernung den genauen Bildausschnitt an (vorher circa 70 cm). Äußerlich unterscheidet sich die M8.2 durch eine, bei älteren Modellen eingesetzte, hier neu verwendete Belederungsvariante „Vulkanit“, welche griffiger sein soll als die von MP und M8 bekannte „Sharkskin“-Belederung. Die schwarze Variante erhält nun den historischen Schwarzlack und das schwarze Leica-Emblem, während die silberne Variante den roten Leica-Punkt behält. Das Deckglas des LCD-Monitors besteht nun aus Saphirglas.

#### Leica M9 (2009 bis 2012)
Im September 2009 wurde die Leica M9 vorgestellt. Die Leica M9 war zu ihrer Zeit die kleinste Systemkamera der Welt mit Vollformatsensor im Kleinbildfilm-Format 24 × 36 mm. Der von Kodak speziell für die Leica M9 entwickelte Sensor löst das Bild in 18 Millionen Pixel auf und basiert auf CCD-Technologie. An der Entwicklung und Herstellung der Elektronik war die Firma Jenoptik beteiligt. Anders als bei den Vorgängermodellen, M8 und M8.2, ist bei der M9 keine Verwendung von sogenannten UV/IR-Filtern mehr nötig. Mit der M9 können fast alle Leica-M-Objektive von 16 bis 135 mm mit Ausnahme der Dual Range Summicron-Objektive verwendet werden. Das Gehäuse gibt es wahlweise in Schwarz oder Silber. Die Scharfeinstellung erfolgt über einen eingebauten Messsucher der gleichzeitig Parallaxenausgleich und Leuchtrahmen zur Anzeige des Bildausschnitts je nach verwendetem Objektiv verfügt. Der ISO Bereich ist von ISO 160/19° bis ISO 2500/35° in 1/3-ISO-Stufen einstellbar. Zusätzlich ist ISO 80 als Pull-Funktion verfügbar. Eine manuelle Belichtungseinstellung und eine Zeitautomatik (A) steht zur Verfügung. in der Zeitautomatik (A) ist stufenlos eine Verschlusszeit von 32 s bis 1/4000 s einstellbar. Bei manueller Einstellung sind Verschlusszeiten von 8 s bis 1/4000 s in halben Stufen möglich. Langzeitaufnahmen sind bis max. 240 s (zusammen mit Selbstauslöser-T-Funktion, d. h., 1. Auslösen = Verschluss öffnet, 2. Auslösen = Verschluss schließt) möglich. Die kürzeste Verschlusszeit für die Blitzsynchronisation beträgt 1/180 s. Im Serienbildmodus schafft die M9 zwei Bilder pro Sekunde. Bei dem Verschluss handelt es sich um einen mikroprozessorgesteuerten, besonders leisen Metall-Lamellen-Schlitzverschluss mit vertikalem Ablauf. Das Ganzmetallgehäuse besteht aus Magnesium-Druckguss, wird mit einer KTL-Tauchlackierung und Kunstlederbezug versehen. Die Deckkappe und der Bodendeckel bestehen aus Messing.

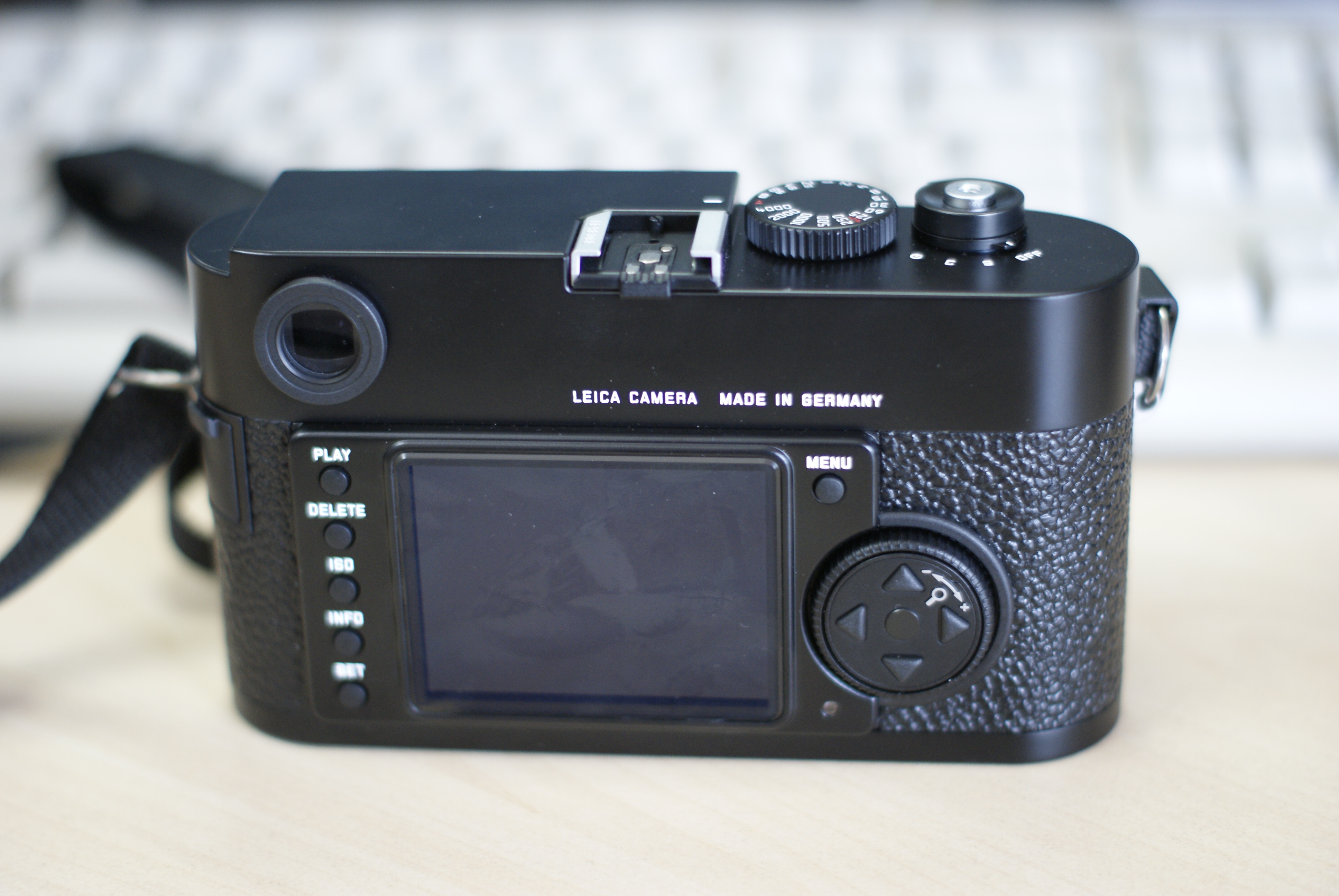
Leica M9 (Rückseite mit LCD)

#### Leica M9-P (2011 bis 2012)
Die Leica M9-P wurde am 21. Juni 2011 vorgestellt. Sie war technisch fast identisch mit der M9 und unterschied sich von dieser nur in wenigen Details. Das Deckglas des LCD-Monitors bestand aus Saphirglas, der rote Leica-Punkt und die Typbezeichnung auf der Vorderseite entfielen, stattdessen befand sich nun ein dezenterer Leica-Schriftzug auf der Deckkappe. Die M9-P war schwarz lackiert und silbern verchromt erhältlich, die M9 schwarz oder stahlgrau lackiert.

#### Leica M Monochrom (2012 bis 2015)
Die Leica M Monochrom wurde am 10. Mai 2012 präsentiert. Sie hatte einen Bildsensor mit 18 Megapixeln, bei dem die Farbfilter-Matrix (der sogenannte Bayer-Filter) weggelassen ist, so dass der Sensor ausschließlich schwarz-weiße Aufnahmen machen kann. Weil bei einem Sensor mit Bayer-Filter jedes Pixel nur die Helligkeitsinformation in der durch den Filter festgelegten Farbe aufnehmen kann, ist die Auflösung eines normalen Farb-Sensors deutlich geringer als die nominal in Megapixel (MP) angegebene Auflösung, sie liegt nur bei rund 60 %. Ohne Bayer-Filter kommt auch mehr Licht auf den Sensor, und dessen Lichtempfindlichkeit ist dadurch höher bzw. das Rauschen bei gleicher Empfindlichkeit geringer.
Die Leica M Monochrom bot somit eine tatsächliche Auflösung, die weit über der einer Farbkamera mit 18 MP lag. Experten schätzen, dass die Auflösung etwa der einer Farbkamera mit 24 bis 32 MP entsprach. Technisch basierte die Kamera auf der M9-P und unterschied sich von ihr nur in wenigen Details, z. B. fehlte der (nun überflüssige) Weißabgleich. Der ISO Bereich begann bei ISO 320 und ging bis ISO 10.000. Wie bei der M9-P wurde mit dem Messsucher manuell scharf gestellt da keine Live-View Funktion vorhanden war. Als Schutz besaß die Kamera ein Displayglas aus Saphirkristall.

#### Leica M-E (Typ 220, ab 2012)
Anlässlich der photokina 2012 stellte Leica das Modell Leica M-E vor; hierbei handelt es sich um die abgespeckte (es fehlt u. a. die USB-Schnittstelle), leicht modifizierte Version der M9 mit anthrazitgrau lackiertem Gehäuse. Es handelt sich um die bisher preisgünstigste digitale Leica der M-Reihe, die als Einsteiger-Modell konzipiert wurde.

#### Leica M (Typ 240, ab 2013)
Ebenfalls zur photokina 2012 präsentierte Leica das Modell Leica M als Nachfolgemodell der M9. Dieses Modell ist mit einem 24-MP-Sensor ausgestattet der gemeinsam mit dem belgischen Herstellers CMOSIS entwickelt wurde. Es bietet einen Live-View auf dem mit 920.000 Pixel auflösenden 3-Zoll-Monitor sowie eine Unterstützung beim manuellen Fokussieren durch Fokus-Peaking. Mit der Leica M sind auch – erstmals bei einem Kameramodell des M-Systems – Videoaufnahmen in Full-HD-Auflösung mit 1920 × 1080 Pixel möglich. Die Tonaufzeichnung erfolgt monaural. Dieses Modell ist mit schwarz lackiertem oder silbern verchromtem Gehäuse erhältlich. Die Bildverarbeitung erfolgt mit einem Maestro-Prozessor der auch im Leica S-System Verwendung findet. Durch die CMOS-Technik reicht die ISO-Empfindlichkeit der M von ISO 200 bis ISO 6.400, die Verschlusszeit lässt sich zwischen 60 Sekunden und 1/4.000 Sekunde wählen. Die Serienbildfunktion der Leica M beträgt drei Bilder je Sekunde. Die Belichtung wird entweder manuell gesteuert oder per Zeitautomatik.
Als neues Zubehör werden zur Leica M unter anderem ein Adapter für Objektive mit dem Leica-R-Bajonett, der elektronische Sucher EVF-2 mit einer Auflösung von 1,4 MPixel und der Multifunktionshandgriff M mit integriertem GPS-Empfänger in das Lieferprogramm aufgenommen. Für Stereo-Tonaufnahmen wird ein Stereomikrofon-Adapter angeboten.
Zugleich kündigte Leica an, zukünftig die seit 1954 gebräuchliche Zählung der Modellnummern aufzugeben.

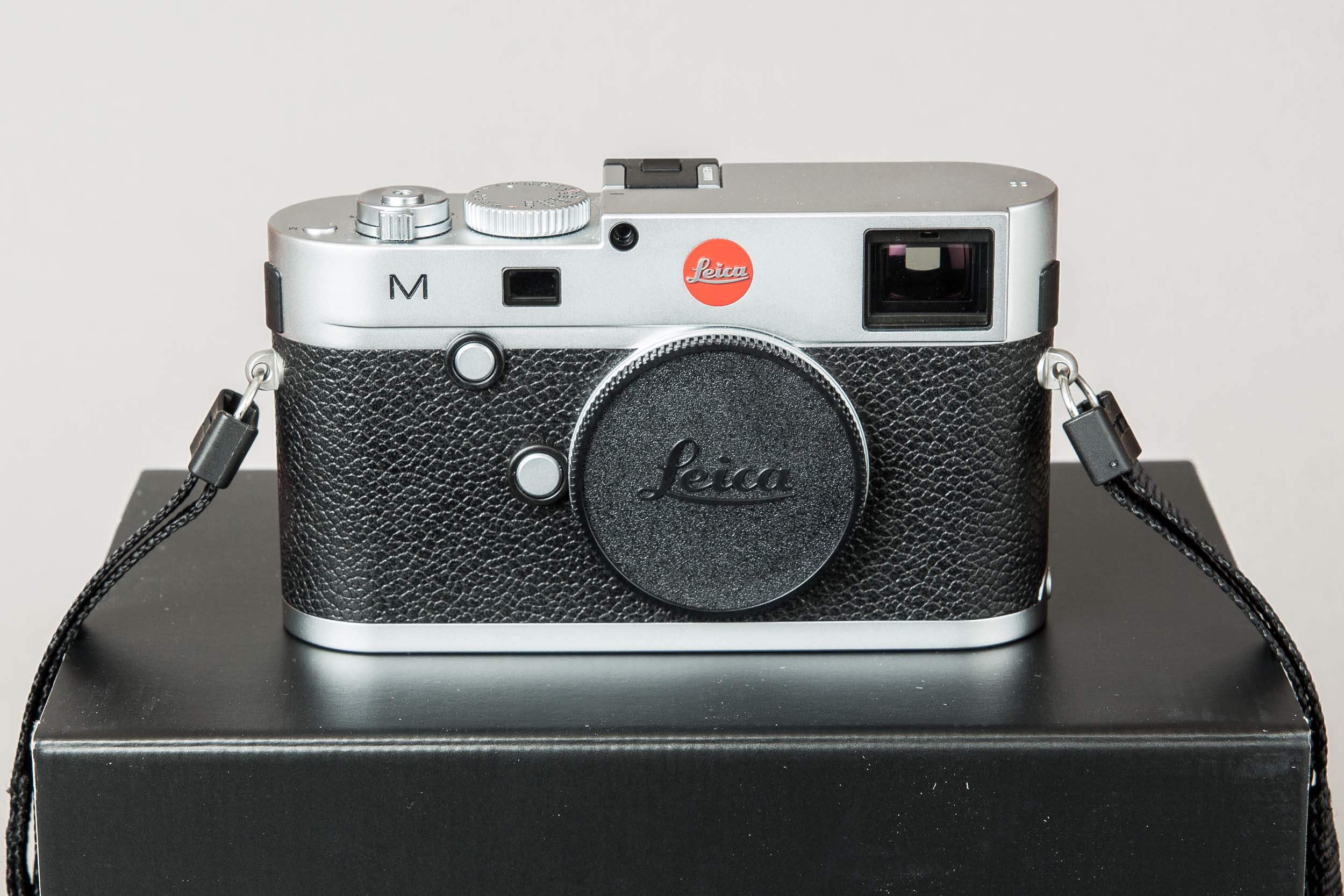
Leica M (Typ 240)

#### Leica M-P (Typ 240, ab 2014)

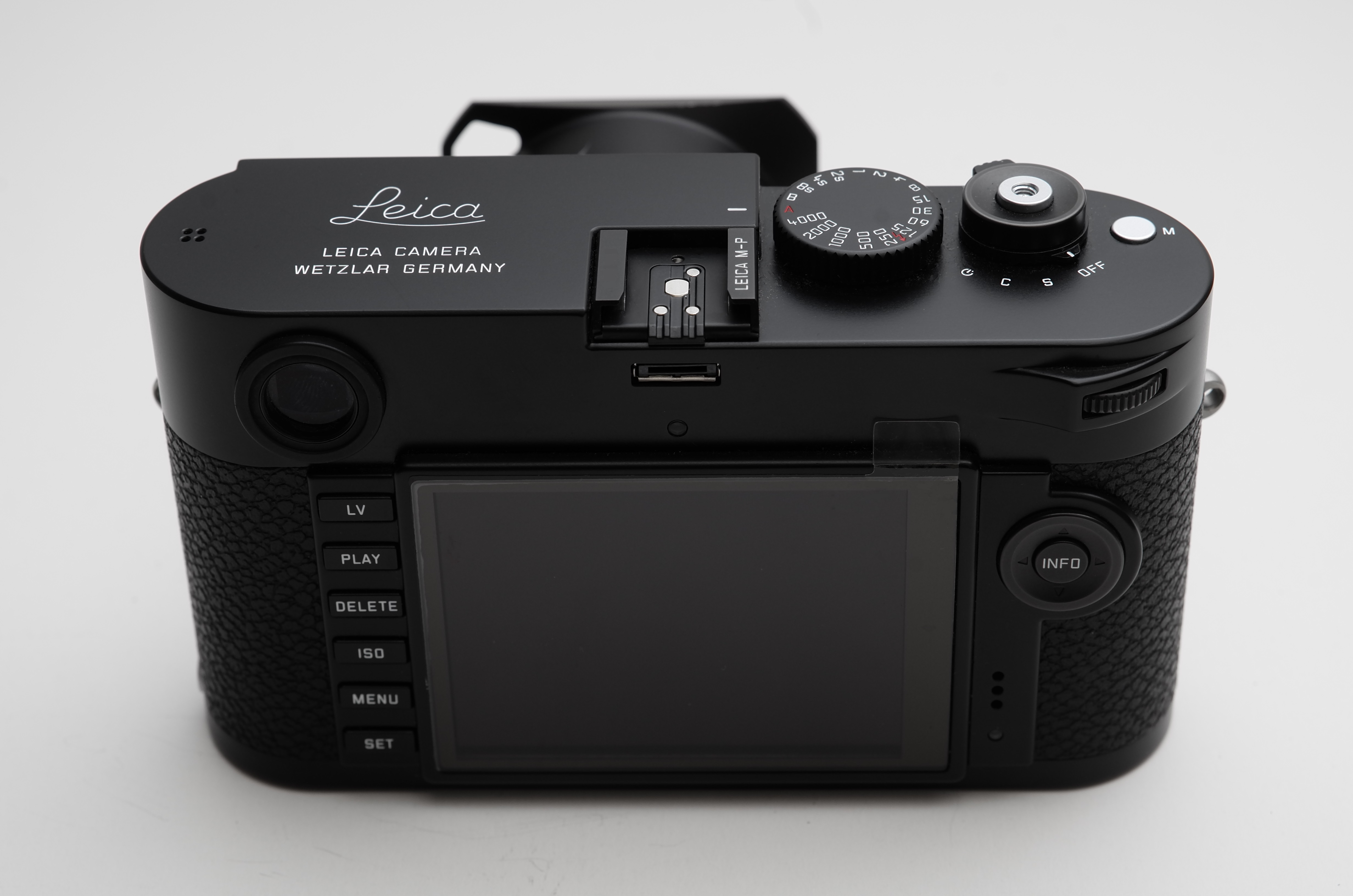
Leica M-P (Typ 240) schwarz

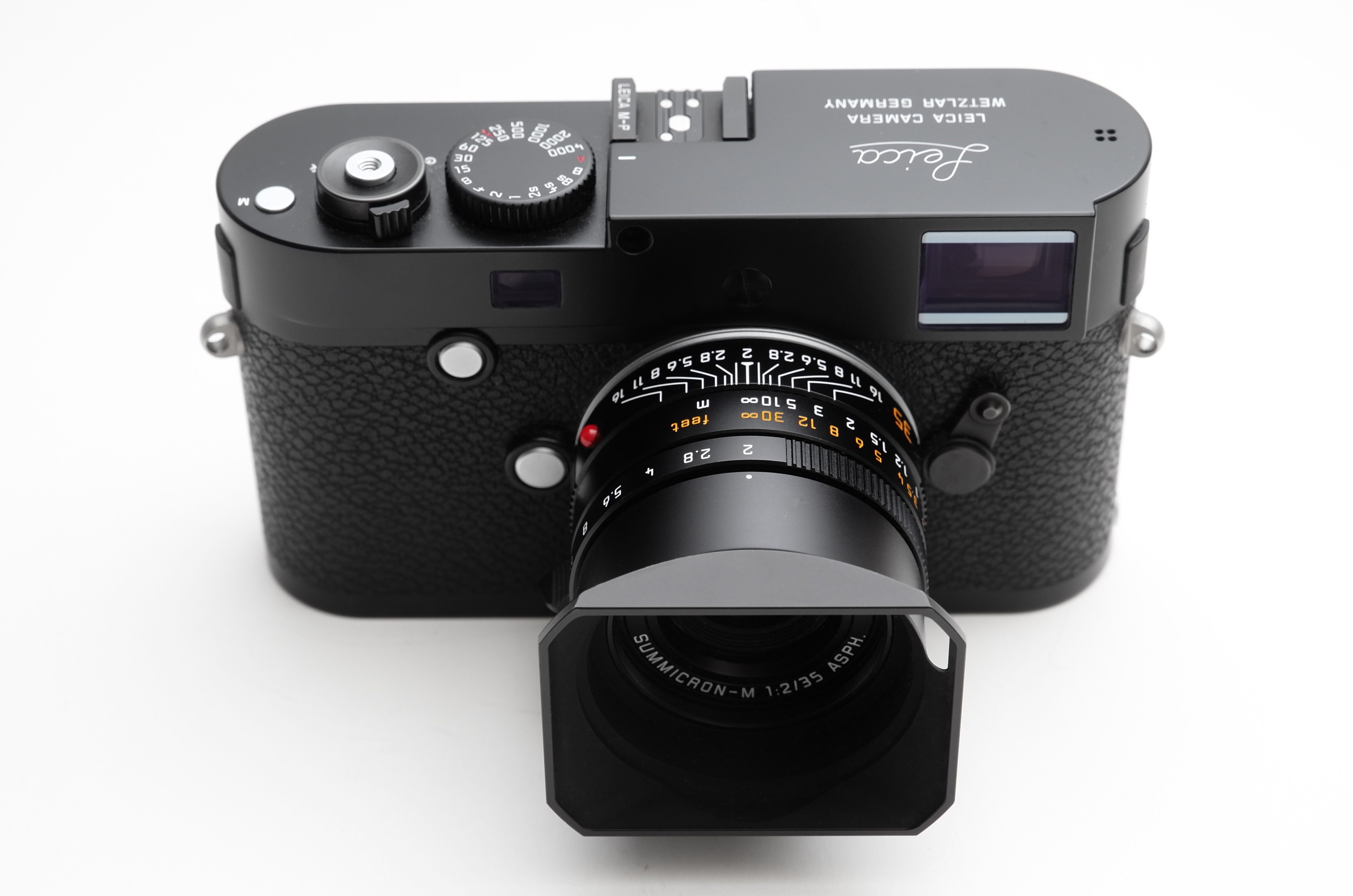
Leica M-P (Typ 240) mit Summicron-M 1:2/35 mm Asph.

Am 25. August 2014, noch vor der Photokina, stellte Leica die M-P (Typ 240) vor. Sie stellt die Weiterentwicklung der M (Typ 240) dar. Wie bei den digitalen P- (für Profi) Modellen üblich besitzt sie ein Displayglas aus Saphirkristall. Der Arbeitsspeicher wurde auf 2 GB erweitert, um so die Verarbeitungsgeschwindigkeit und dadurch auch die Anzahl Bilder im Serienbildmodus zu erhöhen. Der traditionelle rote Punkt auf der Vorderseite wurde weggelassen, dafür erhält die Deckkappe einen eingravierten, weißen Leica-Schriftzug. Die Kamera ist in schwarz lackiert (mit schwarzem Blitzschuh) und silbern verchromt (mit silbernem Blitzschuh) erhältlich.

#### Leica M Monochrom (Typ 246, ab 2015)
Die Leica M Monochrom Typ 246 wurde im Mai 2015 eingeführt. Die M Monochrom (Typ 246) basiert auf der M-P (Typ 240). Die M Monochrom (246) besitzt einen 24 Megapixel CMOS-Sensor. Wie bei der M Monochrom Mark 1 fehlt bei der M Monochrom (246) der Bayer-Filter und wie bei der M (Typ 240) bietet die neue Monochrom Live-View als Alternative zum Messsucher und sogar R-Objektive lassen sich jetzt adaptieren. Auf einen auflösungsmindernden Tiefpassfilter wurde auch verzichtet. Mit Hilfe der Live-View Funktion auf dem Monitor kann die M Monochrom (Typ 246) nun nicht mehr nur nach dem Messsucherprinzip manuell scharf gestellt werden, sondern auch mit einer Zehnfach-Lupe sowie Fokus-Peaking zur farbigen Markierung der scharfen Kontrastkanten. Die ISO-Empfindlichkeit beginnt bei 320 und geht hinauf bis zu ISO 25.000. Es ist ein Maestro-Bildprozessor verbaut. Der zwei Gigabyte große Pufferspeicher erlaubt Aufnahmeserien von bis zu 30 Fotos in Folge bei etwa drei Bildern pro Sekunde. Das 7,5 Zentimeter große LC-Display auf der Rückseite löst 921.000 Bildpunkte auf und wird von einem mit Anti-Reflex-Beschichtung versehenen Saphirglas vor Kratzern geschützt. Boden- und Deckplatte werden aus massiven Messingblöcken gefräst und schwarz verchromt. Das restliche Gehäuse besteht aus einer robusten Magnesiumlegierung. Mit der M Monochrom lassen sich Schwarzweiß-Videos in Full-HD-Auflösung bei 24 oder 25 Bildern pro Sekunde aufzeichnen. Gespeichert werden die Videos mit Motion-JPEG-Kompression, das heißt bei jedem Bild handelt es sich um ein Vollbild. Die Kamera besitzt, bis auf den Schriftzug „MONOCHROM“ auf dem Blitzschuh, weder den roten Punkt noch irgendwelche Gravuren auf der Deckkappe.

#### Leica M (Typ 262, ab 2015)
Basiert auf der Leica M (Typ 240). Die Kamera konzentriert sich auf die reine Messsucherfotografie und verzichtet dabei auf LiveView oder Videofunktion. Für die Verarbeitung der Bilddaten ist ein Maestro-Prozessor verbaut. Sie hat einen veränderten Verschlussaufzug, der im Einzelbild-Modus leiser arbeitet als bei der M (Typ 240). Die Auslösefrequenz im Einzelbild-Modus beträgt bis zu zwei Bilder pro Sekunde, im Serienbild-Modus bis zu drei Bilder pro Sekunde in größter Auflösung. Die Gehäuse-Deckkappe besteht aus Aluminium; die Leica M (Typ 262) ist dadurch im Vergleich zu anderen M-Modellen mit Messing-Deckkappe um rund 100 Gramm leichter.

#### Leica M10 (Typ 3656, ab 2017)
Weiterentwicklung der M (Typ 240). Wesentliche Unterschiede sind unter anderem ein neu gestaltetes Gehäuse mit 38,5 mm Tiefe und ein 24 MP-CMOS-Sensor ohne Tiefpassfilter.  Ein neues Feature ist das eingebaute WLAN/WiFi-Modul, denn ein solches gab es bislang in der Leica-M-Serie noch nicht. Damit wird die Kamera per Smartphone fernbedienbar, Fotos lassen sich zudem (auf Wunsch auch als DNG-Raw-Datei) an iOS-Geräte übertragen und dort weiterverarbeiten und teilen. Es lässt sich der elektronische Visoflex-Sucher aufstecken, der eine Auflösung von 2,4 Millionen Bildpunkten bietet. Gleichzeitig besitzt der Visoflex-Sucher auch ein GPS-Modul. Die ISO-Empfindlichkeit reicht nun von 100 bis 50.000. Das Gehäuse besitzt nun neben dem Belichtungszeitenrad auch ein ISO-Einstellrad
Mit der M10 kehrt Leica zur Durchnummerierung der Messsucher-Kameramodelle zurück.

#### Leica M10-P (Typ 3656, ab 2018)

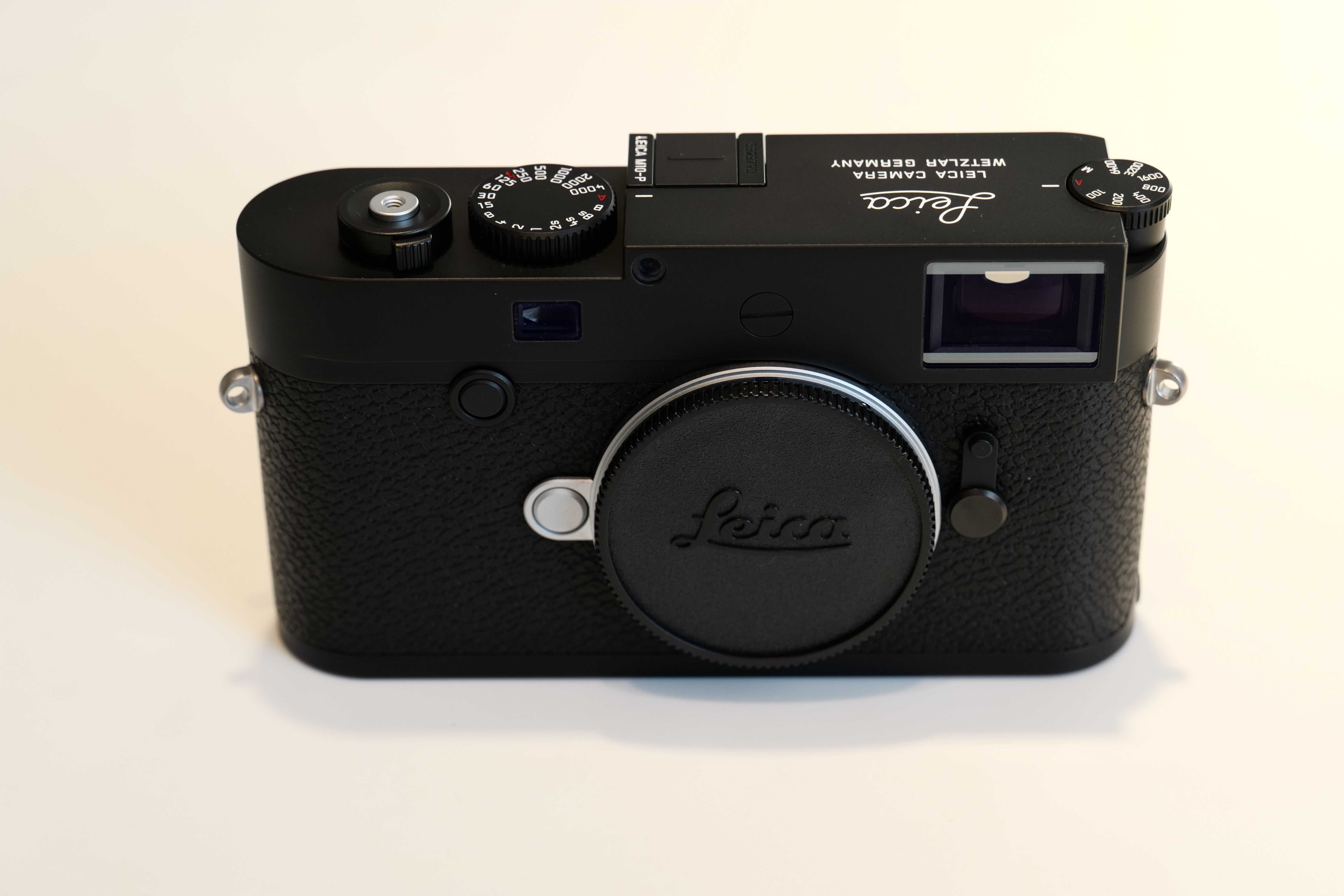
Leica M10-P (Typ 3656) schwarz

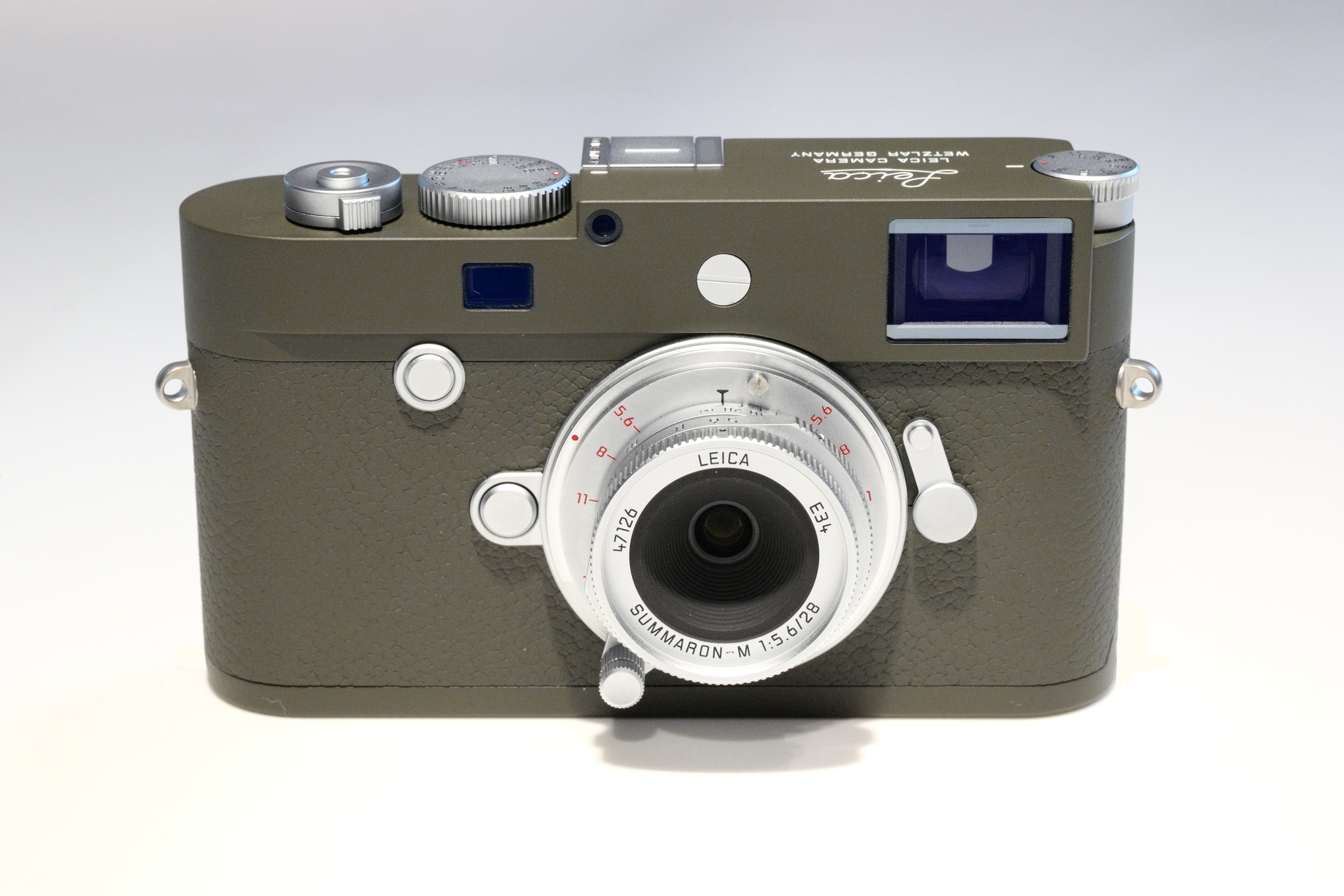
Leica M10-P Edition „Safari“

Am 21. August 2018, noch vor der Photokina, stellte Leica die M10-P vor. Sie stellt die Weiterentwicklung der M10 (Typ 3656) dar. Der traditionelle rote Punkt auf der Vorderseite wurde weggelassen, dafür erhält die Deckkappe einen eingravierten Leica-Schriftzug. Des Weiteren verfügt die Kamera über ein Touchscreen, eine elektronische Wasserwaage und hat einen deutlich leiseren Verschluss. Ansonsten entspricht die Leica M10-P technisch dem Schwestermodell M10, bietet also einen klassischen Messsucher, lässt sich nur manuell fokussieren und löst mit ihrem Kleinbildsensor 24 Megapixel auf. Die Serienbildgeschwindigkeit liegt bei fünf Bildern pro Sekunde, der ISO Bereich beträgt ISO 100 bis ISO 50000.

#### Leica M10-D (Typ 9217, ab 2018)

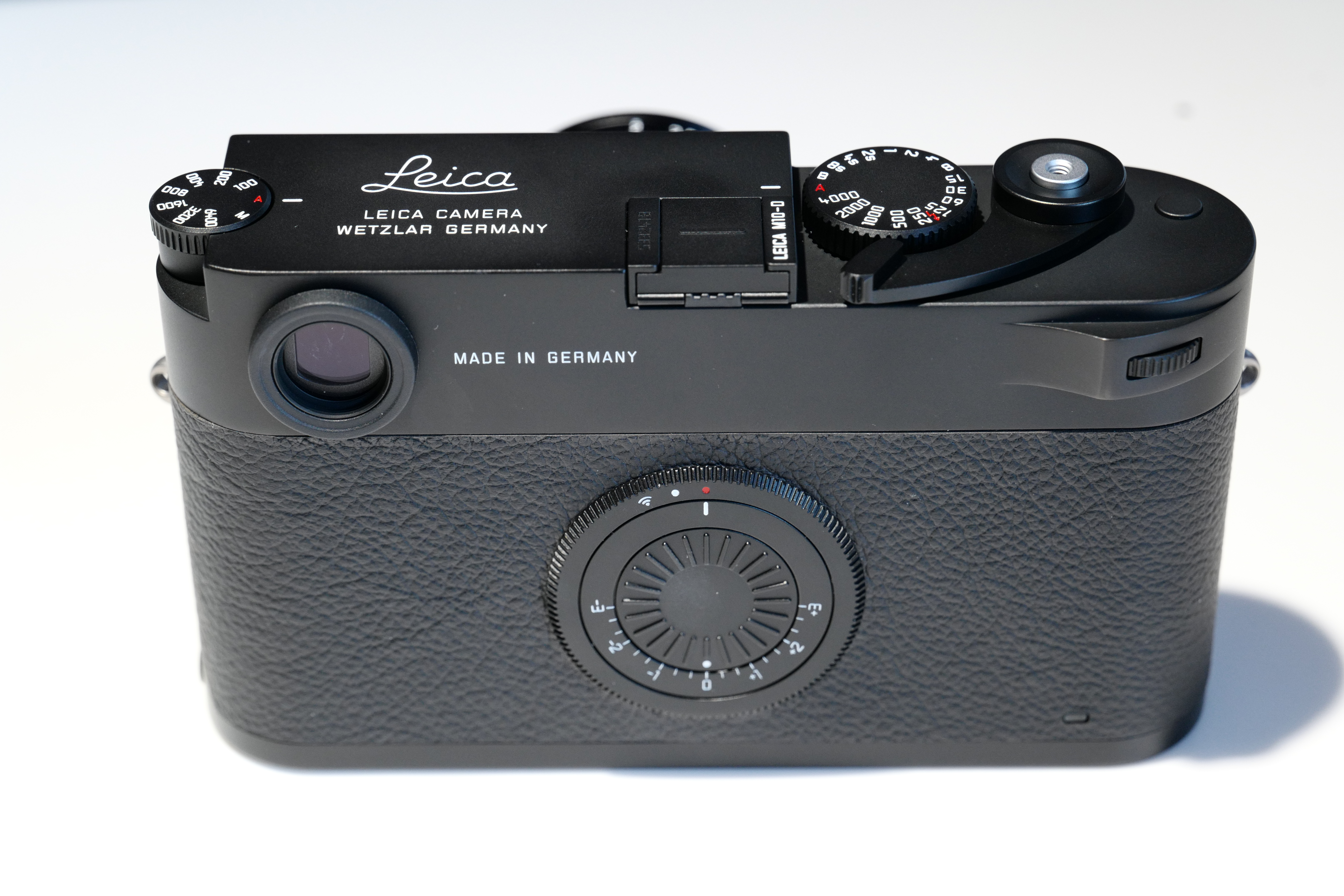
Leica M10-D (Typ 9217)

Im Oktober 2018 stellte Leica die M10-D vor. Sie basiert auf der M10-P (Typ 3656), verzichtet aber auf das hintere Display, an dessen Stelle ein Belichtungskorrekturrad sitzt. Die M10-D hat einen Filmtransporthebel verbaut, wobei dieser aber eine rein mechanische Funktion übernimmt: Er dient als ausklappbarer Daumenhebel. Auf die Kamera kann über WLAN oder die Leica FOTOS App zugegriffen werden. Sie erlaubt nicht nur eine Übertragung der Fotos, sondern auch eine Fernsteuerung der M10-D samt Livebildübertragung. Zudem können vom Smartphone aus weitere Einstellungen, etwa der Weißabgleich, vorgenommen werden. Man hat auch die Möglichkeit den optionalen elektronischen Aufstecksucher Visoflex zu verwenden. Er dient nicht nur als Winkelsucher, sondern besitzt auch ein eingebautes GPS und erlaubt eine Livebildansicht, was insbesondere bei stärkeren Weitwinkel- sowie Teleobjektiven sinnvoll ist, die nicht gut durch den Messsucher der Kamera abgedeckt werden.

#### Leica M10 Monochrom (Typ 6376, ab 2020)
Am 17. Januar 2020 stellte Leica die M10 Monochrom vor. Die Auflösung des Kleinbildsensors stieg auf 40 Megapixel. Der Empfindlichkeitsbereich beträgt 160–100.000 ISO (Vorgängermodell: ISO 320–25.000). Die Leica M10 Monochrom basiert auf dem Modell M10-P. Es gibt keine Videofunktion, aber sie hat genau so wie die M10-P einen extrem leisen Verschluss (der leiseste Auslöser aller jemals gebauten M-Kameras). Gegenüber einem Farbsensor kommt deutlich mehr Licht auf den Schwarzweißsensor, denn der lichtschluckende Farbfilter vor jedem Pixel ist nicht nötig. Die M10 Monochrom besitzt auch keinen Tiefpassfilter; ein Weißabgleich ist systembedingt nicht vorhanden. Der 7,5 Zentimeter große Bildschirm ist farbig und löst 1,04 Millionen Bildpunkte auf. Dank des Gorilla-Schutzglases soll er besonders hart und kratzunempfindlich sein. Die Serienbildfunktion erreicht 4,5 Bilder pro Sekunde für zehn Aufnahmen in Serie. Die Aufnahmen werden auf einer SD-, SDHC- oder SDXC-Speicherkarte gespeichert. Das Ganzmetall-Gehäuse besteht aus Magnesium-Druckguss. Die Deckkappe und der Bodendeckel bestehen aus Messing und sind schwarz verchromt.

#### Leica M10-R (ab 2020)
Am 15. Juli 2020 wurde die Leica M10-R vorgestellt. Als Neuerung besitzt sie einen Sensor mit 40,9 Megapixel Auflösung mit einem veränderten Sensor-Design, welches zu einer Verbesserung von Rauschverhalten und Dynamikumfang trotz höherer Pixeldichte führen soll. Infrarot- und UV-Filtergläser wurden zu einer sehr dünnen Einheit verklebt. Auch Moirés sollen sich dank der höheren Auflösung verringern. Die längste Belichtungszeit beträgt nun 16 Minuten und die kürzeste 1/4.000 Sekunde. Der Empfindlichkeitsbereich geht von ISO 100 bis hinauf zu 50.000. Die Leica M10-R besitzt denselben leisen Verschluss wie die M10-P. Durch den leisen Verschluss sollen Vibrationen und damit Bildunschärfen minimiert werden. Die M10-R verfügt über einen rückwärtigen, 7,5 Zentimeter großen Touchscreen, der durch ein kratzfestes Gorilla-Glas geschützt ist. Das Kameragehäuse besteht aus einem Magnesium-Druckguss. Die Bodenkappe und Deckkappe sind aus Messing. Die Kamera speichert die Fotos wahlweise im DNG- oder JPEG-Format auf einer SD-, SDHC- oder SDXC-Speicherkarte. Videos kann die Leica hingegen nicht aufzeichnen. Die M10-R verfügt über WLAN und ist selbstverständlich kompatibel mit der App Leica Fotos, die es für Android und iOS gibt. Wahlweise ist die Kamera in Silber oder Schwarz erhältlich.

#### Leica M11 (ab Januar 2022)

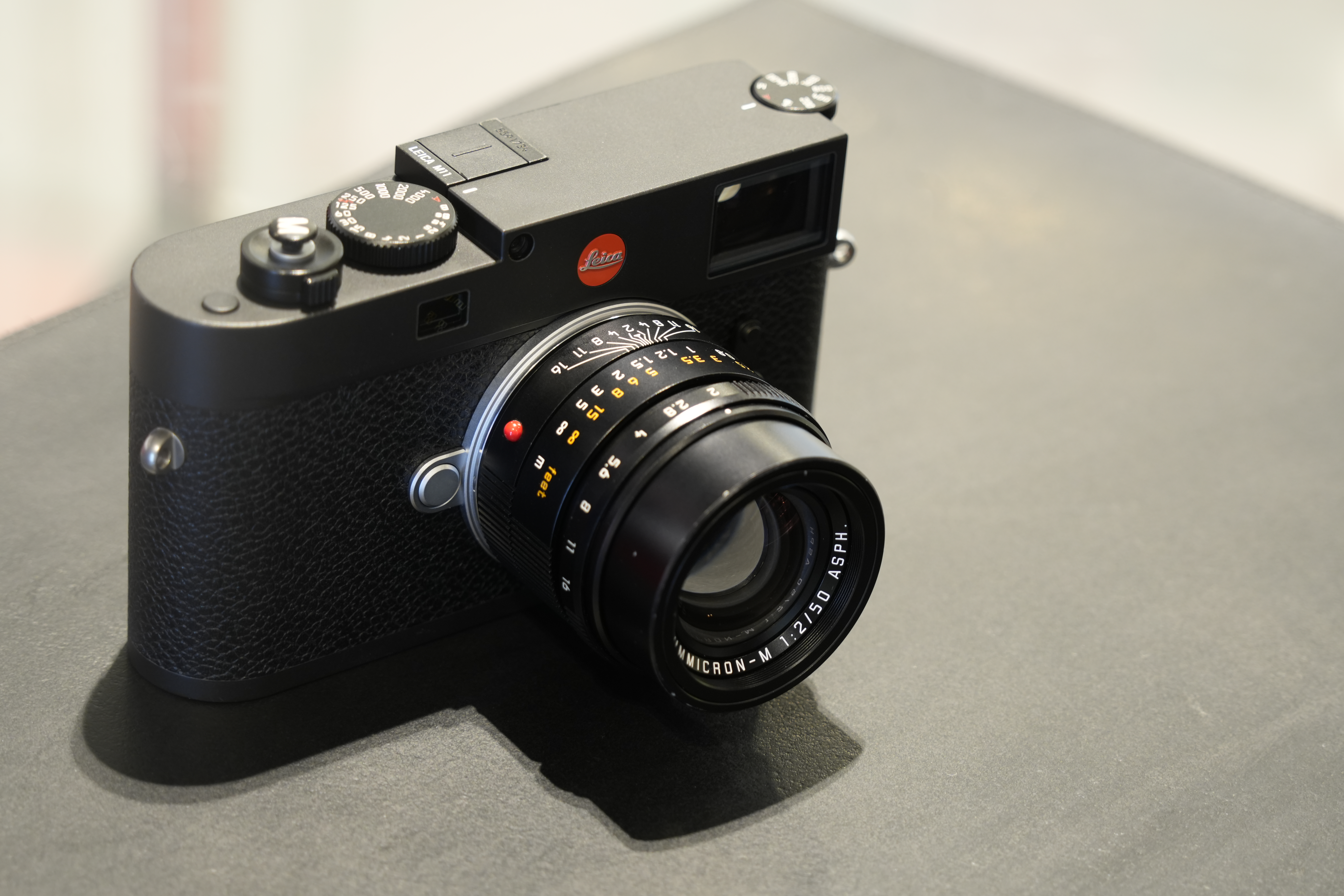
Leica M11 mit 50-mm-Summicron-Objektiv

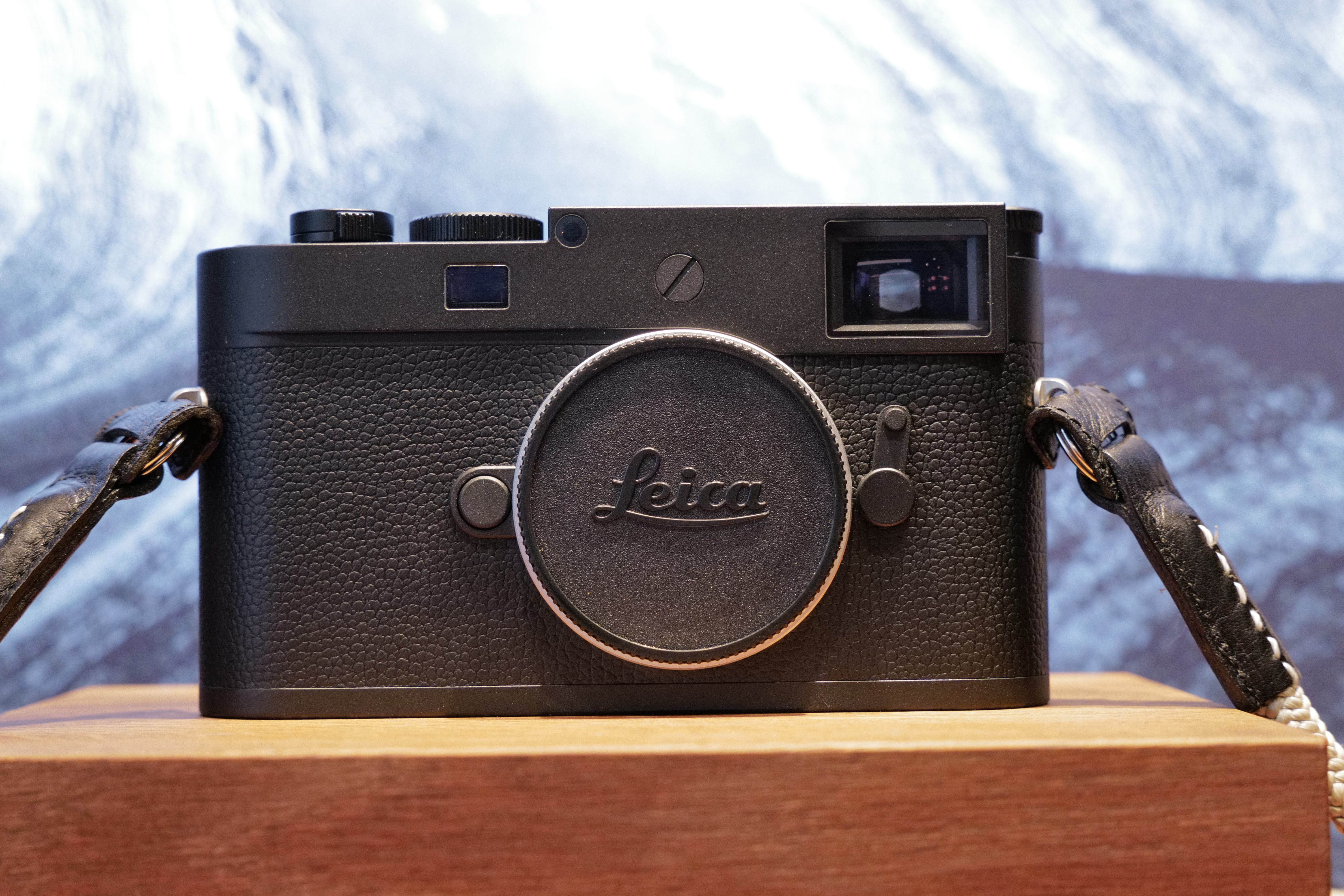
Leica M11 Monochrom

Leica M11 Monochrom mit APO-Summicron-M 1:2/35 mm ASPH., schwarz eloxiert

Am 13. Januar 2022 wurde die Leica M11 vorgestellt. Als Neuerung besitzt sie einen Vollformat-BSI-CMOS-Sensor mit 60,3 Megapixel (9528 × 6328 Pixel) Auflösung, wobei zwei niedrigere Auflösungen gewählt werden können: Entweder 36,5 Megapixel (7416 × 4928 Pixel) oder 18,4 Megapixel (5272 × 3498 Pixel). Die beiden niedrigeren Auflösungen werden nicht durch Cropping erzielt, sondern durch Zusammenschaltung einzelner Pixel. D.h., unabhängig von der gewählten Auflösung wird immer die gesamte Sensorfläche genutzt. Der ISO-Empfindlichkeitsbereich beträgt ISO 64 bis ISO 50.000. Der Dynamikbereich beträgt bis zu 15 Blendenstufen (bei ISO 64). Die Verschlusszeiten gehen beim mechanischen Verschluss von 60 min bis 1/4000 s und beim elektronischen Verschluss von 60 s bis 1/16.000 s. Die Blitzsynchronisation ist bis zu 1/180 Sekunde gewährleistet. Die Kamera ist in Silber oder Schwarz erhältlich, wobei das Gehäuse der schwarzen Variante im Gegensatz zu den Vorgängern nicht aus Messing, sondern aus Aluminium gefertigt ist und dadurch 110 Gramm leichter ist. Eine weitere Besonderheit der M11 ist ein interner Speicher von 64 GB, der es erlaubt, auch ohne SD-Speicherkarte Fotos aufzunehmen.

#### Leica M11 Monochrom (Typ 2416, ab April 2023)
Am 13. April 2020 stellte Leica die M11 Monochrom vor. Die Leica M11 Monochrom besitzt den für die M11 entwickelten „Multi Resolution Vollformatsensor“, aber ohne Bayer-Farbfilter. Die Auflösung lässt sich auf 60, 36 oder 18 Megapixel einstellen. Die ISO-Empfindlichkeit kann bei der Leica M11 Monochrom zwischen 125 und 200.000 eingestellt werden. Die Kamera hat einen Internen Speicher von 256 GB. Der Speicher lässt sich per SD-Karte erweitern. Die M11 Monochrom ist zu SDHC, SDXC, UHS I sowie UHS II kompatibel. Die Verschlusszeiten gehen beim mechanischen Verschluss von 60 min bis 1/4000 s und beim elektronischen Verschluss von 60 s bis 1/16.000 s mit einer Blitzsynchronisation bis zu 1/180 Sekunde. Die Touchscreen hat eine Diagonale von 7,5 Zentimeter und eine Auflösung von 2,3 Millionen Bildpunkten. Mit Bluetooth und WLAN kann man die Kamera mit der Leica Fotos App verbinden, um Bilder auf ein Mobiltelefon herunterzuladen und die Kamera samt Livebildübertragung fernzusteuern. Das Gehäuse der Leica M11 Monochrom besteht komplett aus Metall, wobei die Deckkappe aus Aluminium gefertigt ist. Das Display wird von einem kratzfesten Saphirglas geschützt. Die schwarze Lackierung des Gehäuses ist ebenfalls kratzfest. Die Serienbildfunktion erreicht 4,5 Bilder pro Sekunde.

#### Leica M11-P (Typ 2416, ab Oktober 2023)
Im Oktober 2023 stellte Leica das Modell M11-P vor. Wichtigste Neuerung ist die Einführung einer Authentifizierungstechnologie gemäß der Content Authenticity Initiative (CAI) und dem C2PA-Standard. Die Leica M11-P ist die erste Digitalkamera mit Content Credentials. Wenn diese Funktion aktiviert ist, werden Fotos bei der Aufnahme digital signiert. Die Signatur beinhaltet Hersteller und Kameramodell sowie Aufnahmedaten. Mit einem Open-Source-Tool lässt sich anschließend die Echtheit nachweisen beziehungsweise nachvollziehen, ob die Bilder nachträglich digital manipuliert wurden. Äußerlich unterscheidet sich die M11-P von der M11 durch den Verzicht auf das rote Leica-Logo und ein kratzfestes Saphirglas-Display anstelle von Corning Gorilla Glass und dem Leica Fadenzug (Gravur) auf der Deckkappe. Der interne Speicher wurde auf 256 GB vergrößert. Sonst besitzt die Leica M11-P genauso wie die Leica M11 einen Vollformat BSI CMOS-Sensor mit Triple Resolution Technologie und hat einen USB-C-Anschluss. Die Deckplatte und Bodendeckel der mattschwarzen Version besteht aus Aluminium bei der silbern verchromten Version kommt hingegen Messing zum Einsatz. Die Blitzsynchronzeit beträgt 1/180 s. Die Kamera schafft ca. 700 Bilder nach CIPA-Standard. Die mechanischen Verschlusszeiten betragen: 60 min bis 1⁄4000 s. Die kürzeste elektronische Verschlusszeit beträgt 1⁄16000 s. Es ist ein Leica-Prozessor der Maestro-Serie III verbaut.

#### Leica M11-D (Typ 2221, ab 12. September 2024)
Am 12. September 2024 stellte Leica die M11-D vor. Genauso wie beim Vorgängermodell M10-D wurde bei der M11-D das LC-Display weggelassen. Anstelle vom LC-Display gibt es ein großes ISO-Rad. Ansonsten ist die Ausstattung im Gehäuse nahezu identisch mit der der M11-P. Der interne Speicher der M11-D beträgt 256 Gigabyte und sie hat den gleichen Vollformat-BSI-CMOS-Sensor mit 60 Megapixel. Die M11-D hat auch die Authentizitätstechnologie (Leica Content Credentials) die auch die Leica M11-P hat. Der Pufferspeichers hat drei Gigabyte. Man kann SD, SDHC, SDXC, UHS-I und UHS-II Speicherkarten verwenden. Die Bluetooth-Technologie dient zum Übertragen von GPS-Daten an die Kamera. Zusätzlich besitzt die Kamera noch 2,4 und 5 GHz WiFi-Technologie, um Bilder zu übertragen beziehungsweise um ein Smartgerät als LiveView-Monitor zu nutzen. Die Verbindung läuft über die Leica Fotos App. Mit der App lassen sich dann auch grundlegende Einstellungen in der Kamera durchführen. Die Bildformate sind DNG und JPG. Die kürzeste mechanische Verschlusszeit beträgt 1/4000 und elektronisch 1/16000. Der ISO-Bereich ist von 64 bis ISO 50.000. Der Akku lässt sich auch wie bei den anderen M11 Modellen mit USB-C direkt im Gehäuse aufladen. Die Suchervergrößerung beträgt 0,73-fach (bei allen Objektiven). Verschlusstyp: Elektronisch gesteuerter Schlitzverschluss und elektronische Verschlussfunktion. Die Mechanischen Verschlusszeiten: 60 min bis 1⁄4000 s. Die Elektronische Verschlussfunktion: 60 s bis 1⁄16000 s. Die Blitzsynchronzeit beträgt 1/180 s. Es ist ein Leica-Prozessor der Maestro-Serie III verbaut.
Anlässlich ihres 100-jährigen Firmenjubiläums kündigte Leica am 26. Juni 2025 die auf 101 Exemplare limitierte Sonderedition M11-D „100 YEARS OF LEICA“ an. Die Sonderedition ist in einem Set mit Accessoires und zwei Objektiven erhältlich: dem Leica Summilux-M 1:1,4/50 ASPH und dem Leitz Anastigmat-M 1:3,5/50, eine Neuauflage des 1925 an der Leica I fest verbauten Objektivs.

## Sondermodelle

### Leica MP (1956 bis 1957)
1956 wurde ein Sondermodell der Leica M angeboten, die Leica MP. Sie vereinigte im Wesentlichen den Sucher und das Gehäusedesign der M3 mit der Verschlusssteuerung der 1958 auf den Markt gebrachten M2. Sie hat zwei unabhängig voneinander wirkende Vorrichtungen zum Weiterschalten des Filmes: einen normalen Schnellschalthebel auf der Oberseite der Kamera und einen Bodenzughebel, den Leicavit MP. Diese Kombination ist zur Erfüllung der besonderen Anforderungen der Reportagefotografie entwickelt worden. Ein Leicavit wurde in ähnlicher Form schon längere Zeit für Schraubleicas ab Serien-Nr. 400001 und später für die Leica M2 angeboten, nicht aber für die M3. Die Leica MP hatte kein Vorlaufwerk und statt des Filmzählwerkes mit automatischer Nulleinstellung beim Filmwechsel eine einfache Filmzählscheibe, wie sie später auch bei der M2 verwendet wurde. Diese Kamera, heute auch Ur-MP genannt, wurde ausschließlich an Berufsfotografen ausgeliefert. Nach nur kurzer Bauzeit und etwa 450 Exemplaren wurde die Produktion eingestellt. Eine Hauptursache hierfür war sicherlich das Erscheinen der M2, an die der nun einzeln lieferbare Schnellaufzug Leicavit MP angesetzt werden konnte. Er konnte nicht für die Leica M3 verwendet werden. Heute ist die Ur-MP ein sehr gesuchtes Sammlerstück.

### Leica MP2 (1958/59)
Von der M2 wurde eine Profiversion mit elektrischem Motorantrieb, die sogenannte MP2 bemustert. Zwei Serien und insgesamt nur 27 Exemplare wurden gefertigt, Nr. 935501 bis 935512 und Nr. 952001 bis 952015. 21 Kameras waren in hell verchromter Ausführung geliefert, sechs Exemplare in schwarz lackiert (Nr. 935507 bis 935512). Der elektrische Leitz-Wetzlar-Motor zur MP2 wurde an der Unterseite der Kamera anstelle des Bodendeckels angesetzt und zieht 3,5 Bilder pro Sekunde durch. Die MP2 war eine Serie von Musterkameras, die lediglich der Erprobung dienten und daher nie kommerzielle Bedeutung erlangte. Der MP2-Motor war dem in etwa parallel entwickelten und später in Serie gefertigten Leitz-New York-Motor (zur M2-M) konstruktiv überlegen.
Leitz entschied sich nach der Beurteilung durch amerikanische Fotojournalisten, die anlässlich der Bemusterung hinzugezogen worden waren, für die M2-M-Lösung, da das Batteriegehäuse bei dieser Variante allgemein als handlicher angesehen wurde. Zudem waren herkömmliche M2-Kameras mit der Motorkupplung für den New-York-Motor nachrüstbar, wovon man sich größere Verkaufschancen erhoffte. Die MP2 zählt zu den seltensten und auf dem Sammlermarkt von heute wertvollsten Leicas der M-Serie. Etwa 15 Kameras sind weltweit heute bekannt, wovon in etwa die Hälfte davon komplett mit dem originalen MP2-Elektromotor erhalten ist. Die von der Ernst Leitz Wetzlar GmbH (heute Leica Camera AG) veröffentlichte „Liste der Kamera-Seriennummern“ weist einen in Fachkreisen allgemein bekannten Redaktionsfehler auf, wonach die erste Serie der MP2 nicht ab der Nr. 935501, sondern bereits ab 935001 begann. Es wird daher in der Literatur bis heute teilweise die Zahl von 527 MP2-Kameras genannt. Tatsächlich handelt es sich bei den Kameras Nr. 935001 bis 935500 um reguläre M2.
Bei einer Auktion am 4. Dezember 2010 in Wien erzielte eine Leica MP2 den Preis von 402.000 Euro und gilt seitdem als „teuerste jemals bei einer Auktion weltweit verkaufte Leica-Kamera“.

### Leica M6 A (2000/01)
Die Leica M6A ist als Prototyp der späteren M7 direkt zuzuordnen. Sie basiert auf der M6 TTL und wurde ausschließlich an ausgewählte Fotografen zu Testzwecken ausgeliefert. Die M6A war lediglich anhand der Gravur auf einem der Blitzschlitten sowie des Zeitenrades mit der Einstellung „A“ für Zeitautomatik als solche zu identifizieren. Die M6A gelangte offiziell nie in den Handel und wurde mit einer eigenen Seriennummernfolge versehen.

### Leica MP 6 (2002)
Bei der Leica MP 6 handelt es sich um das Vorserienmodell zur späteren MP (die Seriennummern gliedern sich in die offizielle Nummerierung ein). Diese wurde jedoch entgegen der oben beschriebenen M6 A offiziell ausschließlich in Japan als „Sonderserie“ verkauft. Sie nimmt die Schwarzlackierung der späteren MP genauso vorweg wie die Bedienelemente und die Gravur auf der Deckkappe direkt oberhalb des Blitzschuhes. Die Belederung (hier Vulkanit) ist bereits ein Vorgriff auf das spätere Sondermodell MP3 sowie die M8.2.

### Sammlermodelle

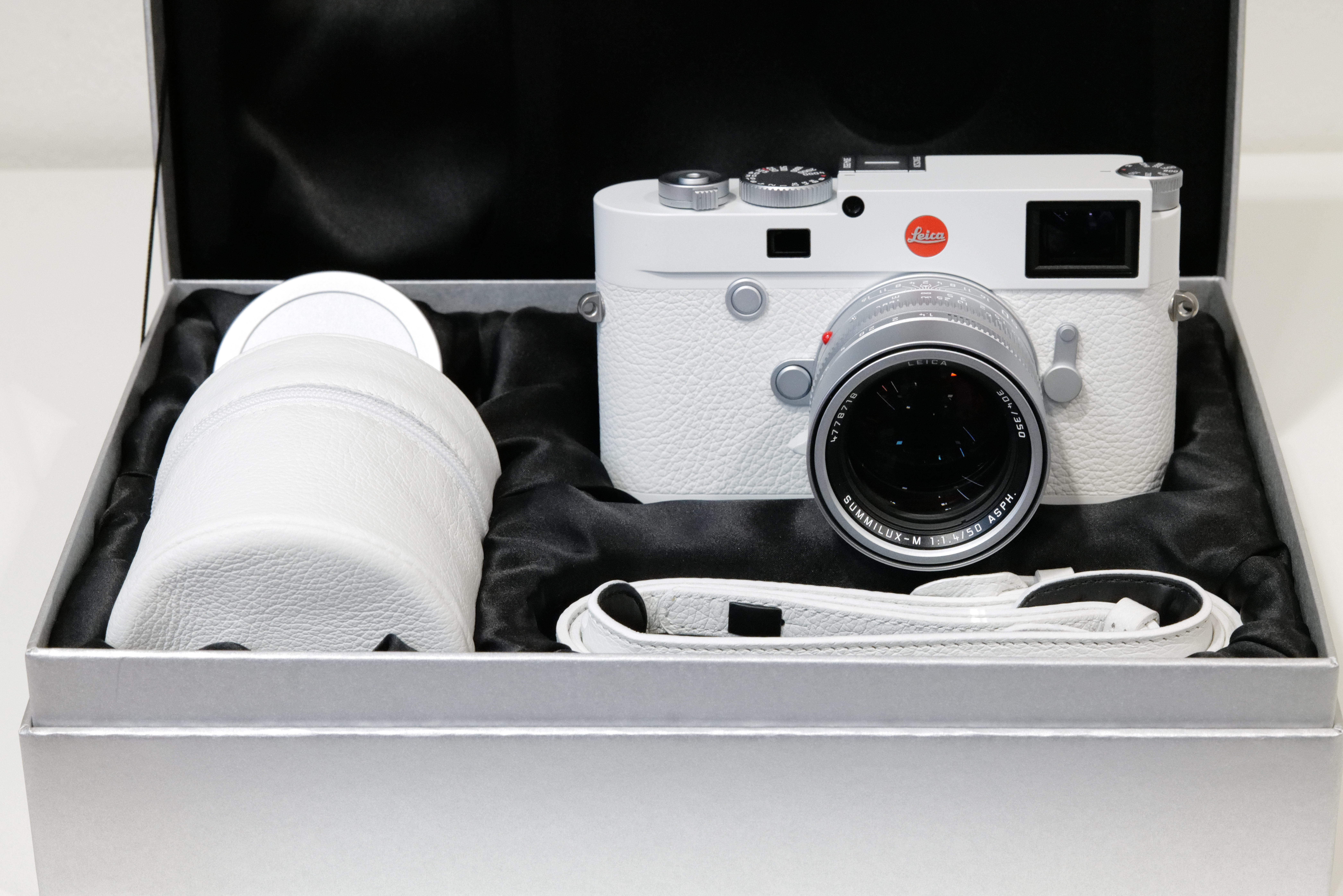
Leica M10-P „White“ mit Summilux-M 1:1.4/50 ASPH., weiße Belederung, echtes Vollrindleder. Weltweit auf 350 Stück limitiert.

Leica bot zu jeder Zeit von (fast) allen gängigen Modellen Sonder- oder Sammlermodelle an: Zusätzliche Prägungen zu Firmenjubiläen (z. B. Leica CL „50 Jahre Leica“, Leica M6J „40 Jahre M“, Leica M6 „50 Jahre fotoMAGAZIN“ oder Leica M11-D "100 YEARS OF LEICA") sowie Modelle in speziellen Gehäusevarianten (vergoldet, Titan) und Farben (z. B. M8 „white edition“, M8.2 „Safari“, M7 „Hermès“ in orange, M10-P „Bold Grey“). Auflagen mit limitierter Stückzahl garantieren dabei hohe Sammlerwerte.

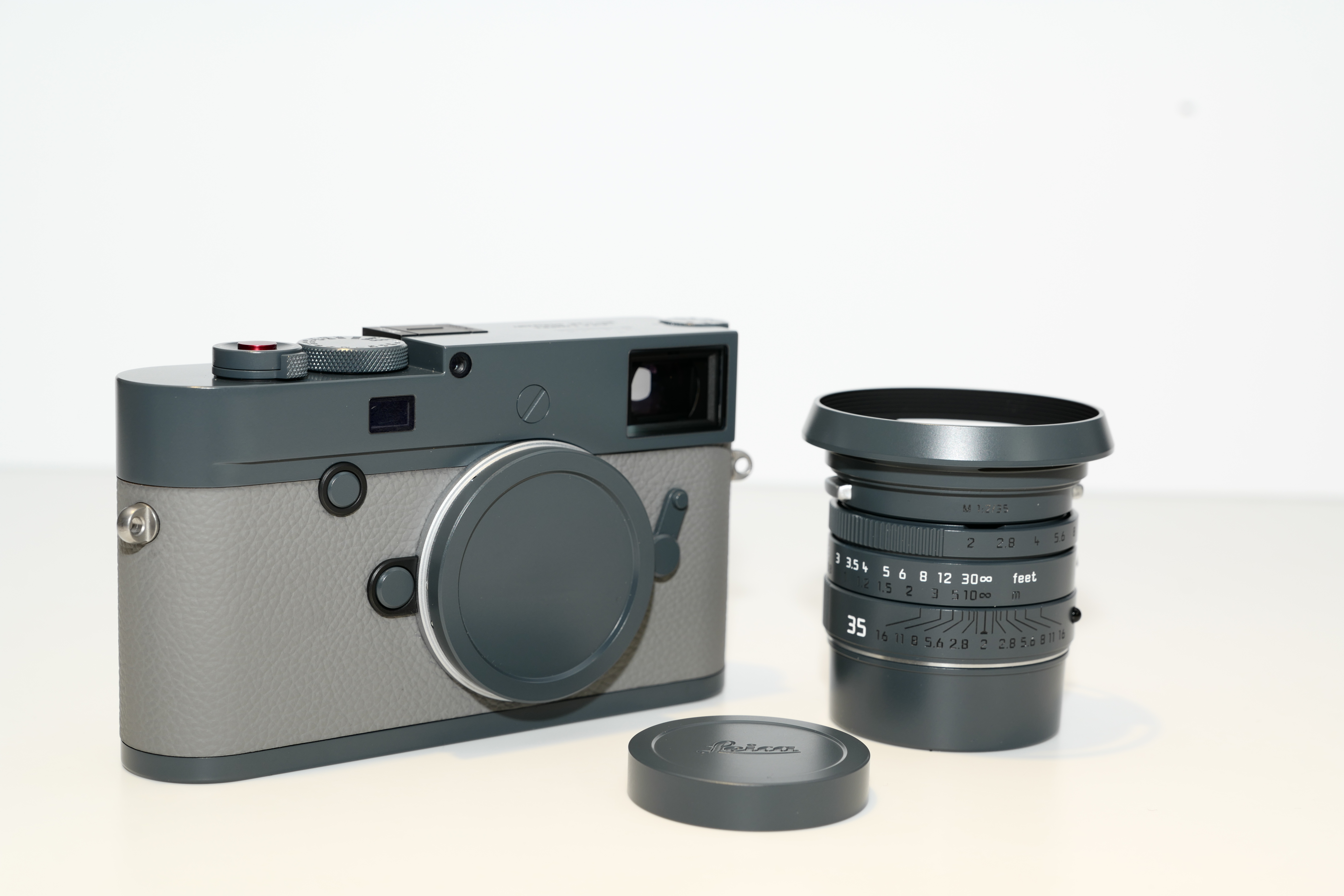
Leica M10-P „Bold Grey Edition“ m. Leica Summicron-M 1:2/35 mm ASPH.
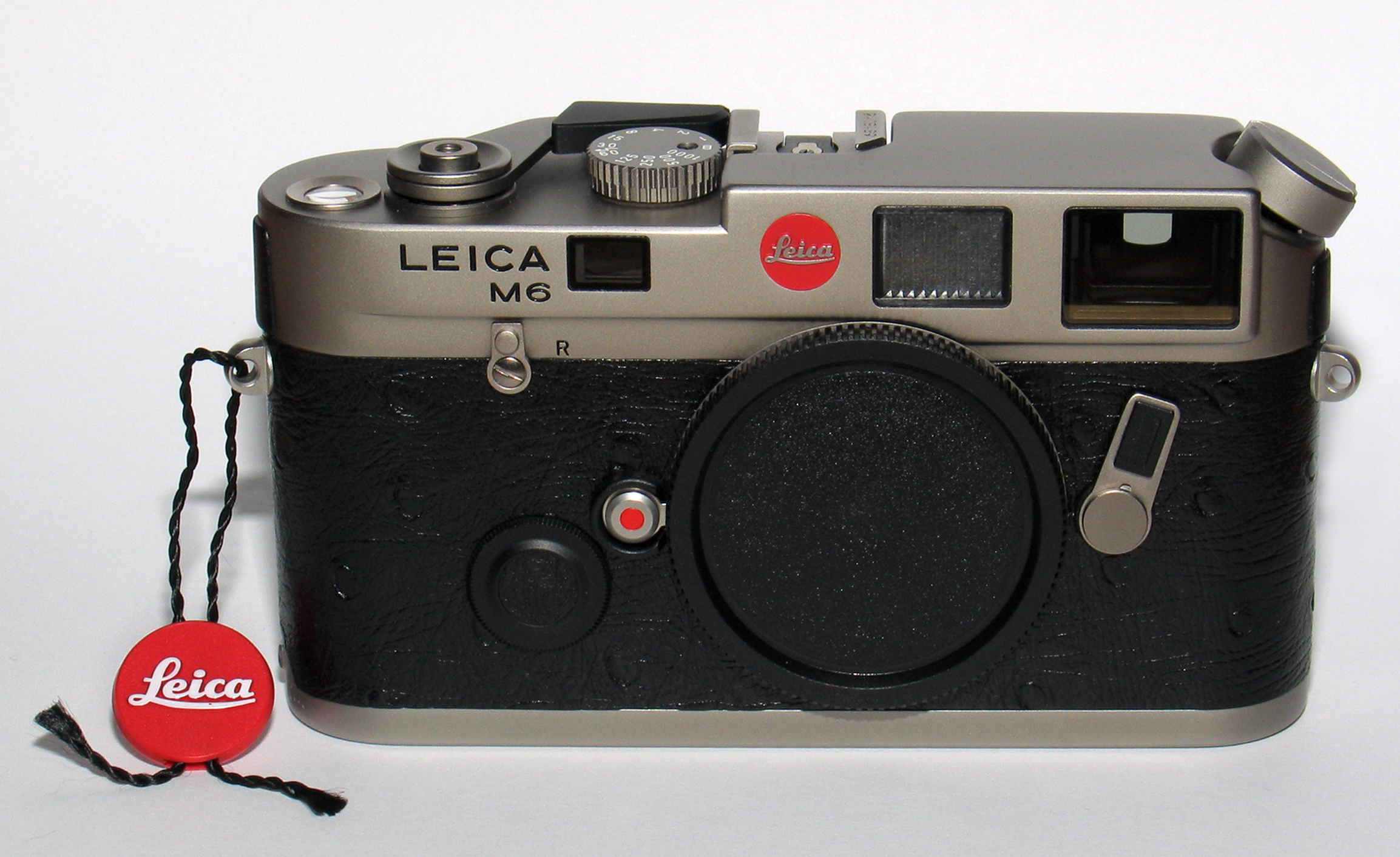
Leica M6 Titan; erste Version ohne TTL-Blitzmessung

### Miniaturmodelle
In stark miniaturisierter Form werden Leica-M-Modelle von der Firma Minox als Kleinstbild- und Digitalkameraversion maßstabsgetreu nachgebaut.

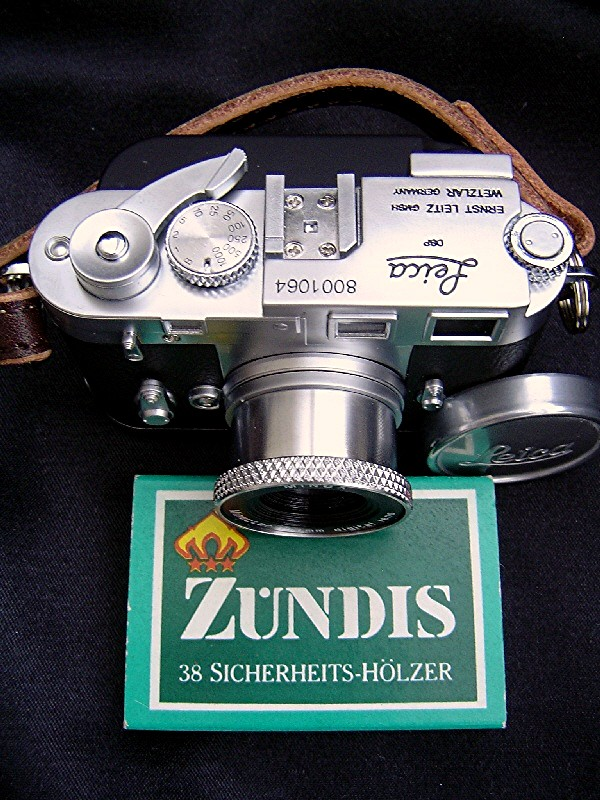
Minox-Leica M3 digital: eine Hommage an das Original, maßstäblich verkleinerte digitale Miniaturkamera von Minox

## M-Objektive
Nicht alle Objektive mit Leica M-Schnellwechselbajonett passen an alle Leica-M-Kameras, aber alle derzeit lieferbaren Objektive sind universell einsetzbar. Darüber hinaus können sie mittels eines Adapters auch an der digitalen Leica T, SL, SL2 und SL2-S verwendet werden. Einschränkungen gibt es bei Retrofokus-Weitwinkel-Objektiven und Objektiven mit Suchervorsätzen, insbesondere bei den Leica-Modellen M5, CL und M9. Die Objektive für die Leica CL haben eine einfachere Entfernungsmessersteuerung, was an anderen Leica-Modellen zu Genauigkeitsproblemen führen könnte. Aktuelle Objektive werden für die Verwendung an digitalen Leicas (ab M8) mit einer Codierung am Bajonett gekennzeichnet. Hierdurch kann das Objektiv von der Kamera automatisch erkannt werden. Die Objektiv-Kennung wird ggf. in die Exif-Daten der damit aufgenommenen Bilddateien übertragen. Somit können auch jeweils zum Objektiv gehörende Korrekturprofile automatisiert genutzt werden, um Korrekturen von Abbildungsfehlern (z. B. Verzeichnung, Farbfehler, Vignettierung) vorzunehmen. In der Kamera selbst werden durch diese Objektiverkennung ggf. nur die JPG-Versionen der aufgenommenen Bilddaten verändert, welche dann bereits in der Kamera durch Anwendung eines Korrekturprofils bearbeitet werden. Die Rohaufnahmen werden durch die Objektivkennung nicht verändert. Ältere Objektive können ebenfalls durch eine entsprechende Codierung am Bajonett markiert werden. Der Adressraum des 6-Bit-Codes reicht jedoch nur zur eindeutigen Kennzeichnung einer Anzahl von 64 Objektiven aus. Eine nachträgliche Zuordnung eines beliebigen Objektivprofils zu einer bestimmten Aufnahme in einem Bildbearbeitungsprogramm ist jederzeit möglich, unabhängig von der Kennzeichnung des Objektivs.
Die Leica-M-Objektive haben vergleichsweise geringe Außenmaße und zumeist eine für ihr Herstellungsjahr außergewöhnlich hohe Abbildungsleistung. Seit dem Auslaufen des Patentschutzes bieten auch andere Hersteller (Carl Zeiss, Cosina Voigtländer) Objektive mit M-Bajonett an.

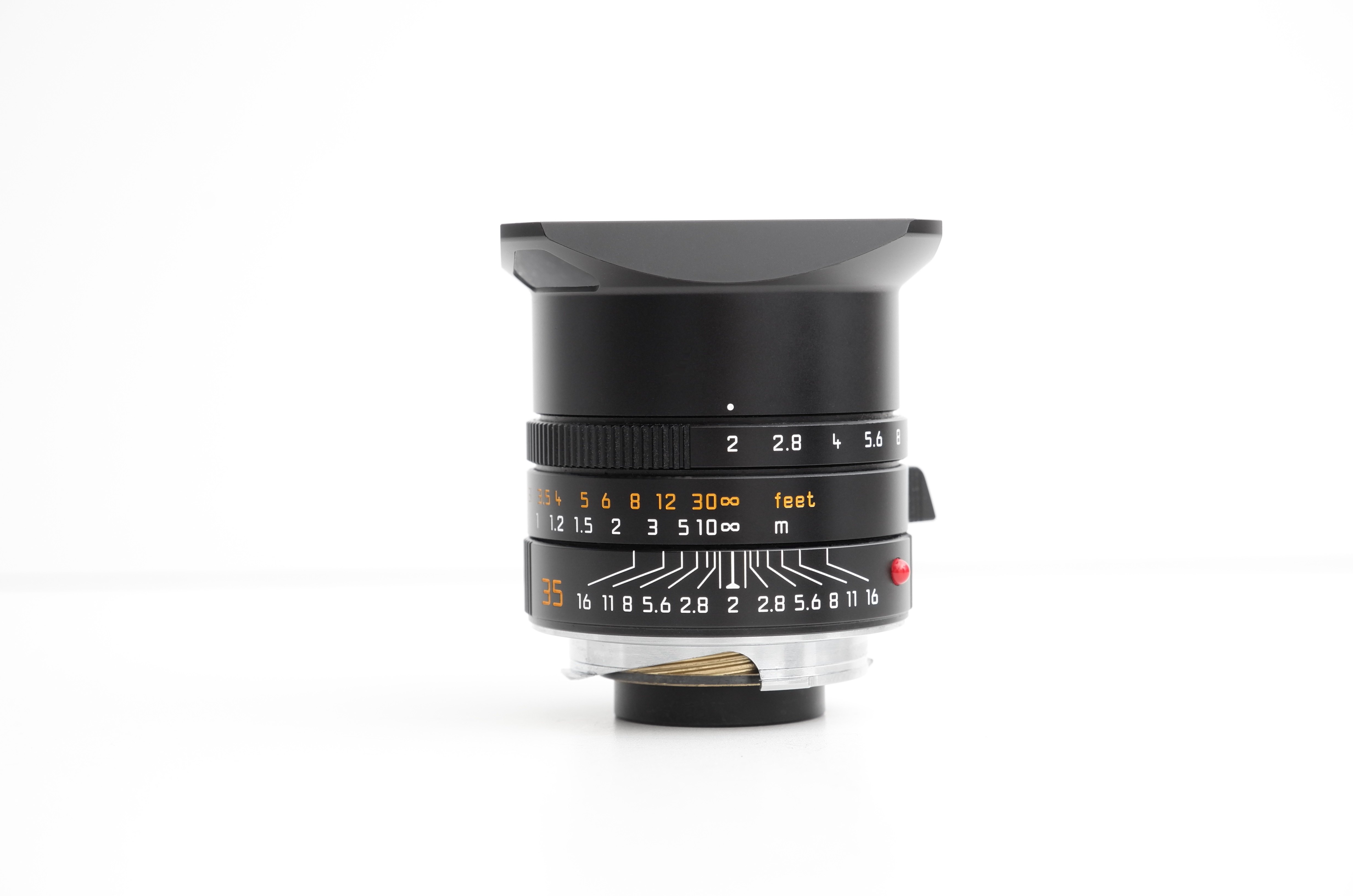
LEICA SUMMICRON-M 1:2/35 mm ASPH.

Nachstehend eine Auswahl, überwiegend der aktuellen Objektive.

### Weitwinkelobjektive
- Tri-Elmar-M 1:4/16-18-21 mm Asph
- Summilux-M 1:1,4/21 mm Asph
- Super-Elmar-M 1:3,4/21 mm Asph
- Summilux-M 1:1,4/28 mm Asph[36]
- Summicron-M 1:2/28 mm Asph (auch als Edition „Safari“)
- Elmarit-M 1:2,8/28 mm Asph
- Summilux-M 1:1,4/35 mm Asph, Redesign 2022 mit Nahbereich bis 40 cm[37]
- Summilux-M 1:1,4/35
- APO-Summicron-M 1:2/35 mm ASPH.
- Summicron-M 1:2/35 mm ASPH.

- Super-Elmar-M 1:3,8/18 mm Asph
- Super-Angulon-M 1:4/21 mm
- Super-Angulon-M 1:3.4/21 mm
- Elmarit-M 1:2,8/21 mm Asph
- Summilux-M 1:1,4/24 mm Asph
- Elmarit-M 1:2,8/24 mm Asph
- Elmar-M 1:3,8/24 mm Asph
- Summaron-M 1:5,6/28 mm
- Tri-Elmar-M 1:4/28-35-50 mm Asph
- Summilux-M 35 f/1.4 ASPH. „Leitz Wetzlar“

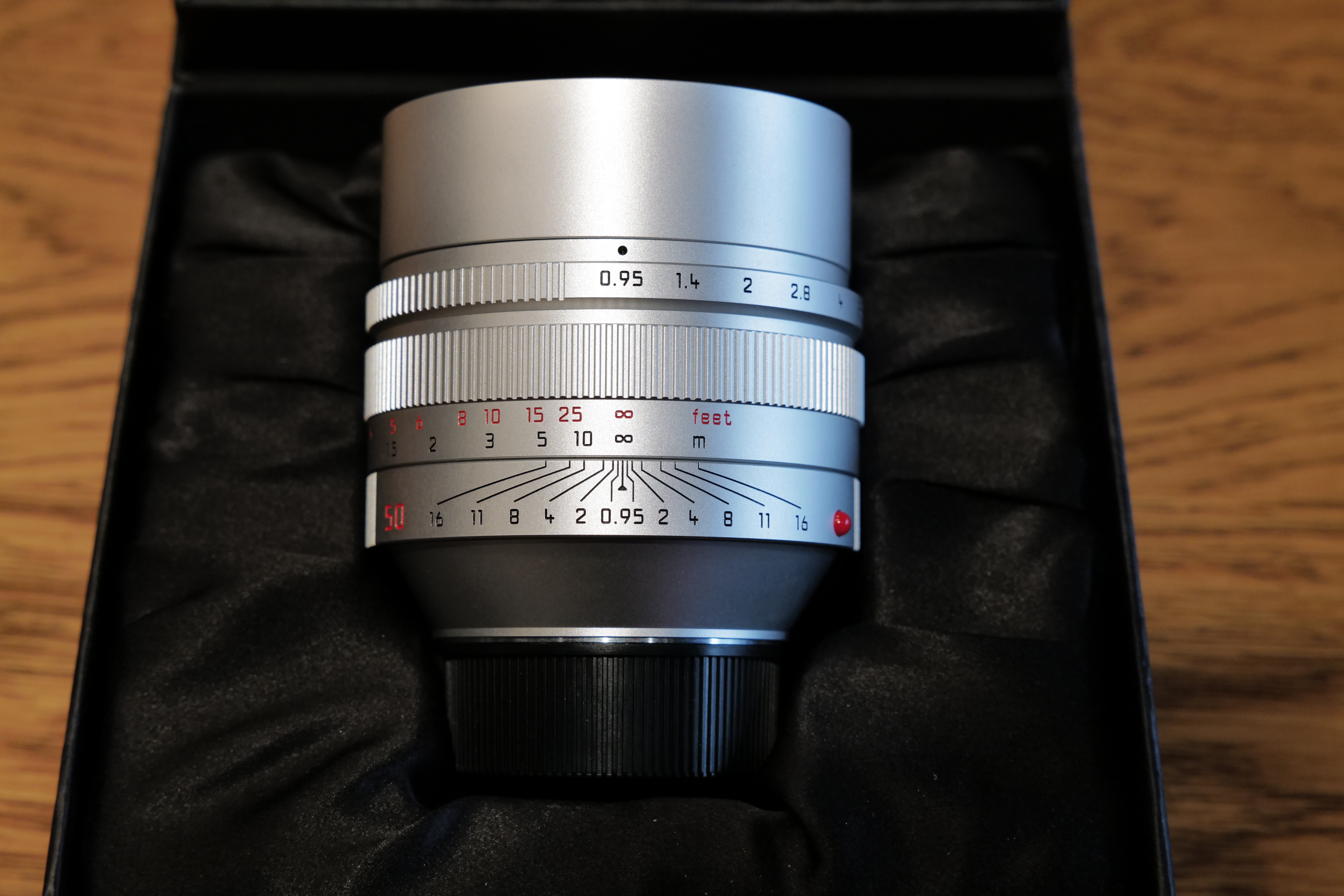
LEICA NOCTILUX-M 1:0,95/50MM ASPH., SILBERN ELOXIERT

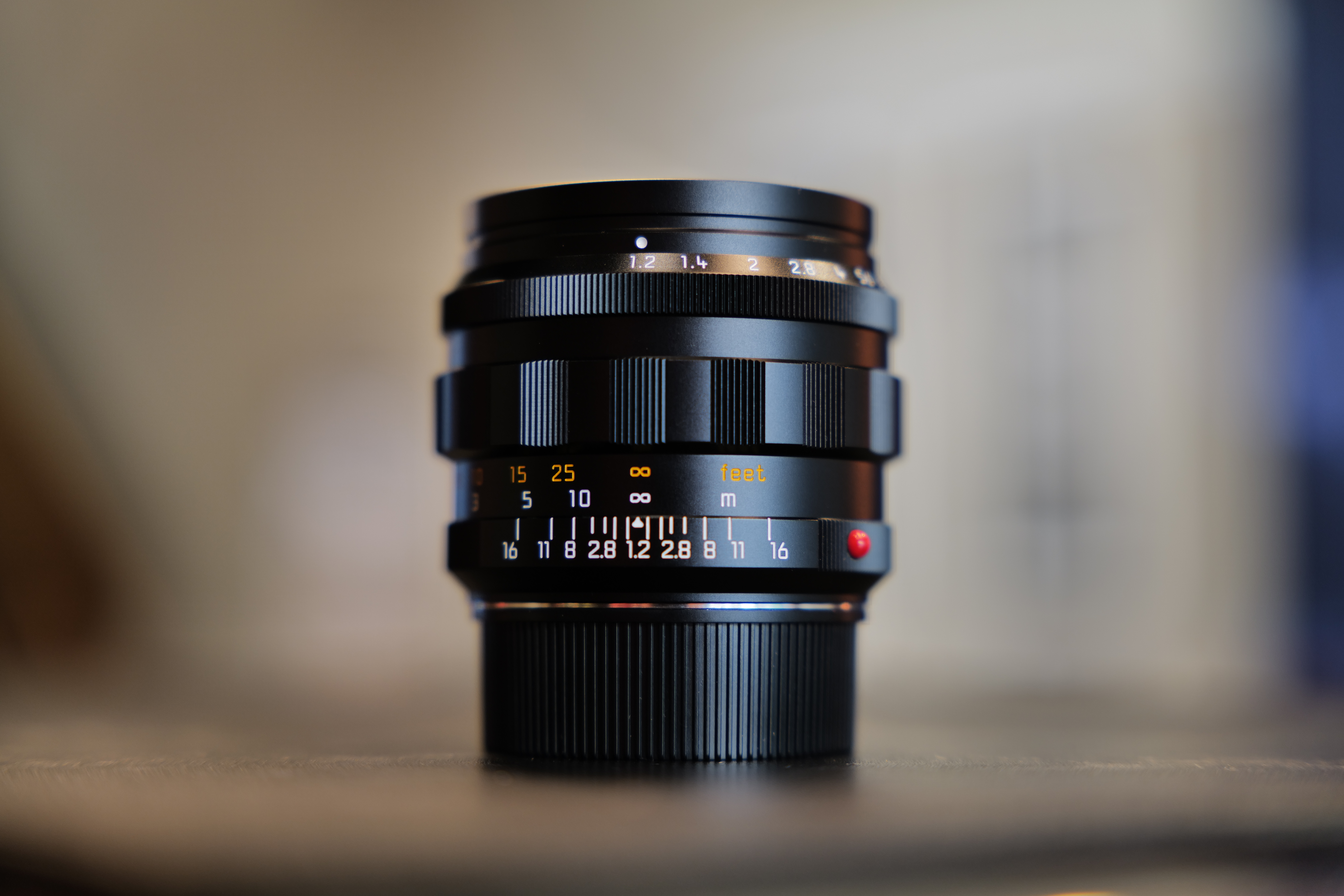
LEICA NOCTILUX-M 1:1,2/50MM ASPH., SCHWARZ ELOXIERT

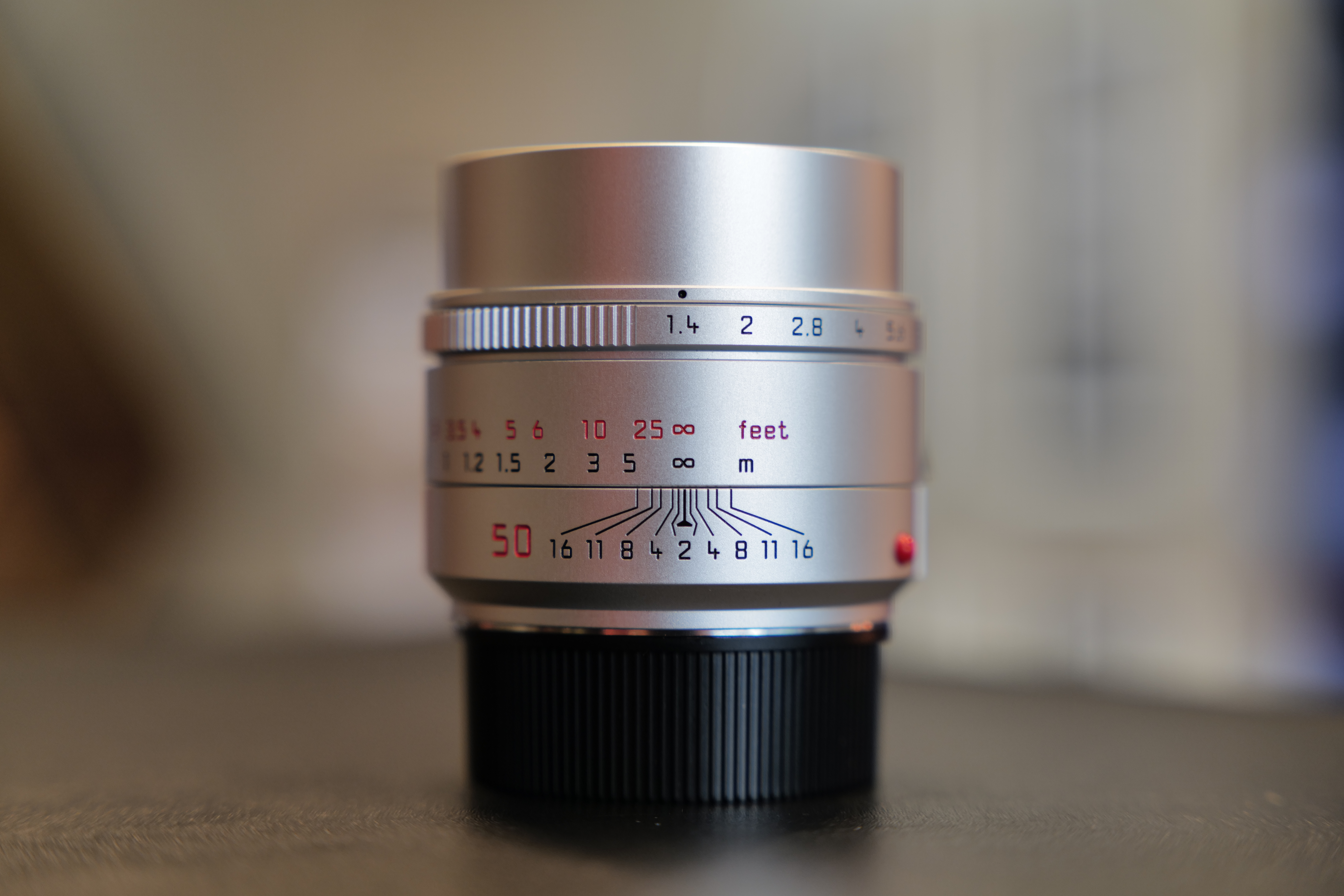
LEICA APO-SUMMICRON-M 1:2/50MM ASPH., SILBERN ELOXIERT

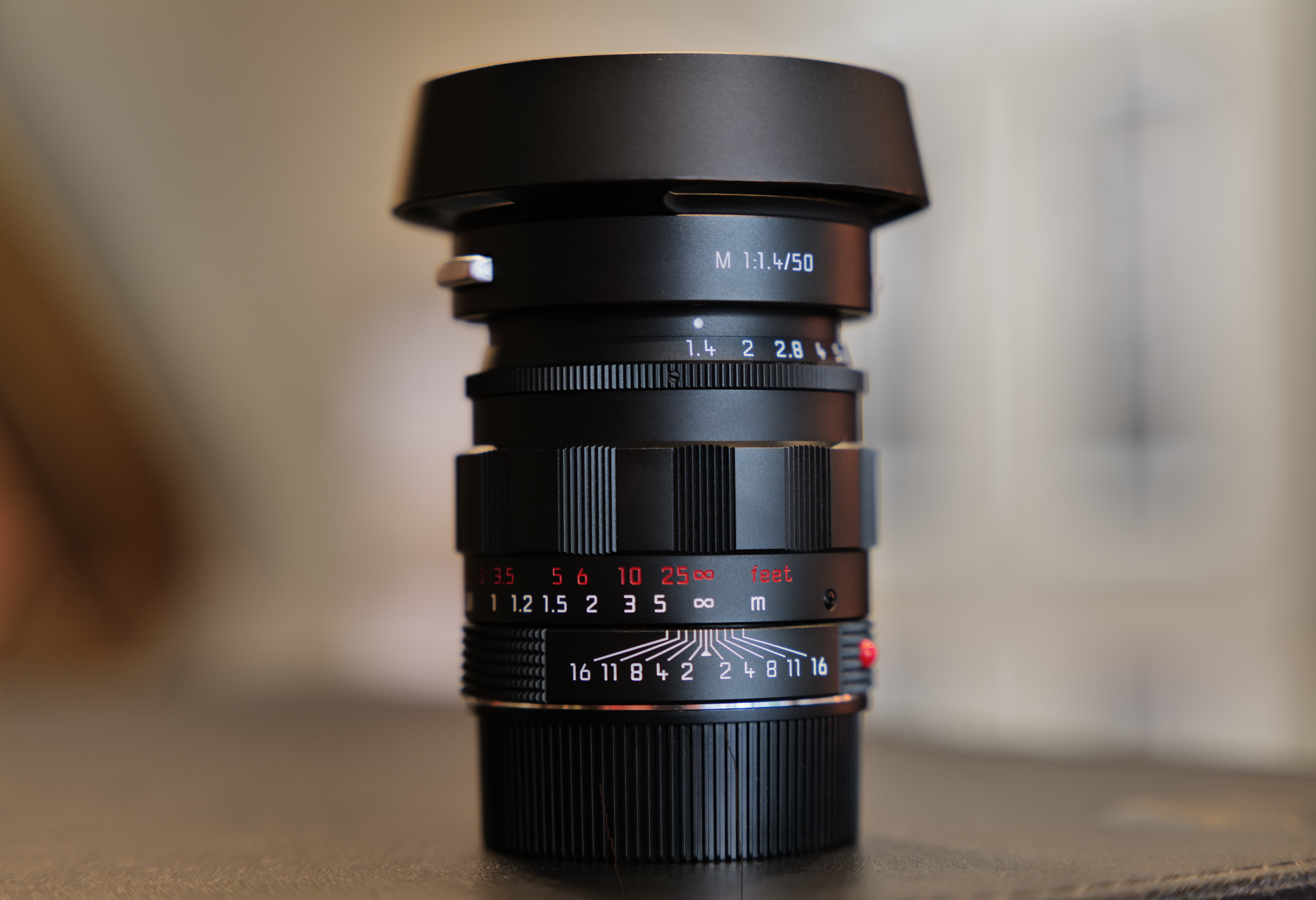
LEICA SUMMILUX-M 1:1,4/50MM ASPH., SCHWARZ VERCHROMT

- Summarit-M 1:2,5/35 mm
- Summaron-M 1:3,5/35 mm
- Summarit-M 1:2,4/35 mm Asph.[38]

### Standardobjektive
- Noctilux-M 1:0,95/50 mm Asph
- Noctilux-M 1:1,2/50 ASPH. (mattschwarz oder glänzend schwarz)
- Summilux-M 1:1,4/50 mm Asph
- Apo-Summicron-M 1:2/50 mm Asph[39]
- Summicron-M 1:2/50 mm

- Noctilux-M 1:1/50 mm
- Noctilux-M 1:1,2/50 mm Asph
- Summarit-M 1:2,4/50 mm[40]
- Summarit-M 1:2,5/50 mm
- Elmar-M 1:2,8/50 mm

### Teleobjektive
- Noctilux-M 1:1,25/75 mm Asph
- Apo-Summicron-M 1:2/75 mm Asph
- Summilux-M 1:1,5/90 ASPH.
- Apo-Summicron-M 1:2/90 mm ASPH.
- Thambar-M 1:2,2/90 mm
- Summarit-M 90 f/2.4
- Apo-Telyt-M 1:3,4/135 mm

- Summilux-M 1:1,4/75 mm
- Summarit-M 1:2,5/75 mm
- Summarit-M 1:2,5/90 mm
- Elmarit-M 1:2,8/90 mm
- Summarit-M 1:2,4/90 mm[41]
- Summarit-M 1:2,4/75 mm[42]

### Makroobjektive
- Macro-Elmar-M 1:4/90 mm

## Leicameter

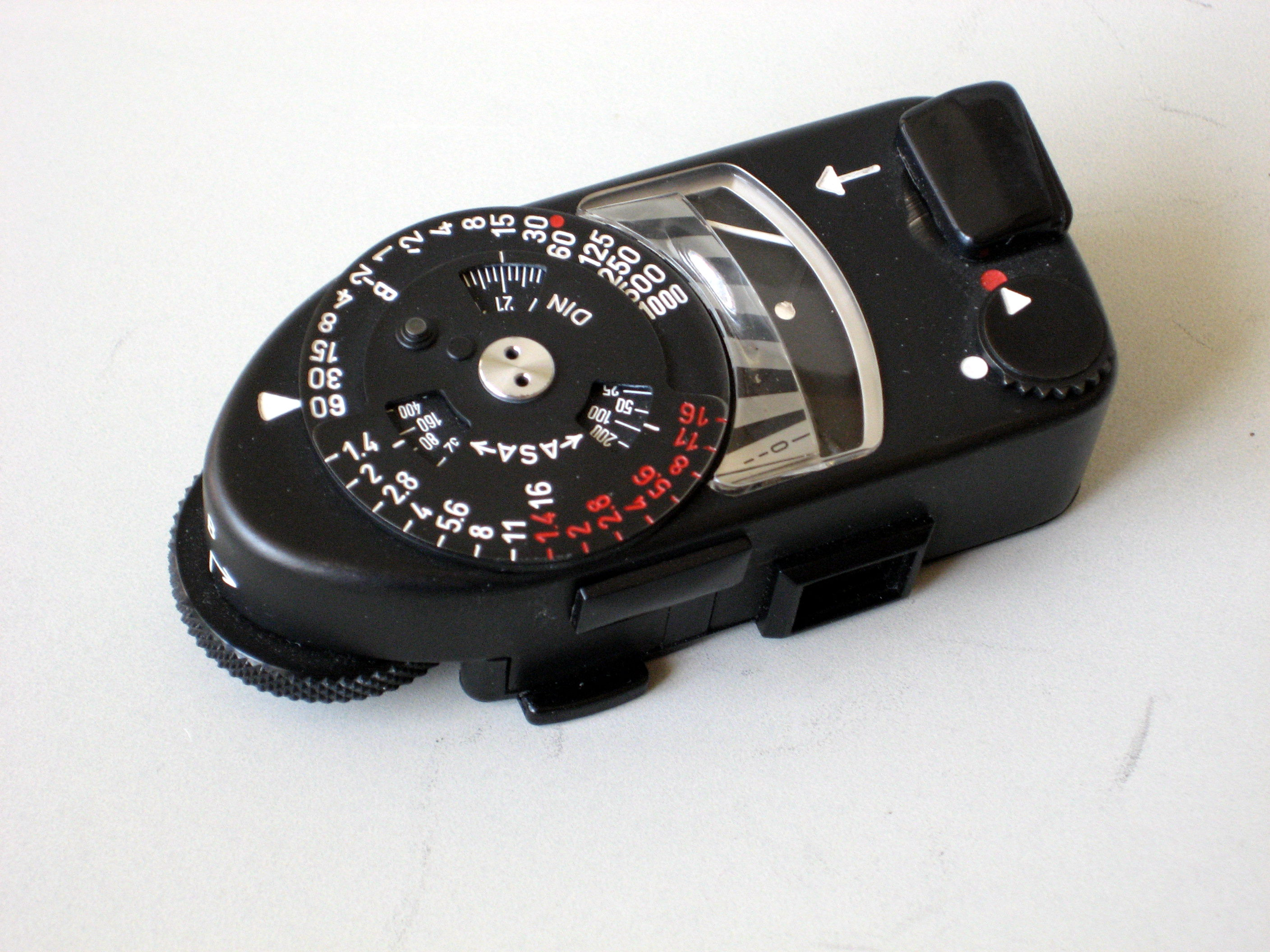
Leicameter MR-4

Da alle Leica M-Modelle von der M3 bis zu den letzten Versionen der M4 (M4-2, M4-P) keinen internen Belichtungsmesser besitzen, ist, insbesondere bei Filmmaterial, das keine großen Belichtungstoleranzen zulässt (z. B. Diapositivfilm), die Benutzung eines externen Belichtungsmessers notwendig. Dazu kann jeder handelsübliche Hand- oder Aufsteckbelichtungsmesser benutzt werden.
Die Firma Metrawatt AG in Nürnberg bot ab 1950 unter dem Namen Leicameter gemeinsam mit Leitz entwickelte Belichtungsmesser an, die unmittelbar für die Benutzung mit einer Leica M ausgelegt waren.